# Anticlericalismo

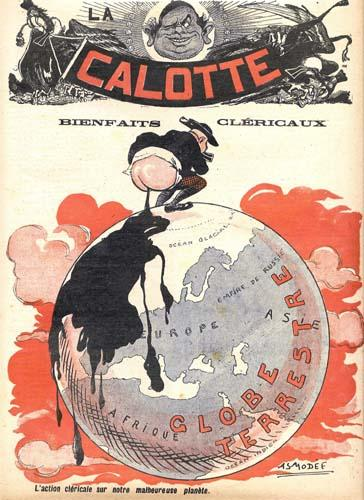
Illustrazione della rivista anticlericale francese La Calotte pubblicata nel 1908

L'anticlericalismo, nella sua accezione più comune, è una corrente di pensiero sviluppatasi soprattutto in riferimento alla Chiesa cattolica, che si oppone al clericalismo, ossia all'ingerenza degli ecclesiastici e della loro dottrina nella vita e negli affari dello Stato e della politica in generale.

## Descrizione
In quanto "tendenza", non convogliata in un manifesto o in qualche movimento principale, l'anticlericalismo ha subito una serie di evoluzioni storiche e si è sviluppato in molteplici sfaccettature, tanto che è difficile darne una definizione condivisa. Per alcuni esso è l'opposizione allo sconfinamento del clero in qualsiasi ambito diverso dalla pura spiritualità (quindi economia, politica, interessi materiali).
Questa forma di pensiero si colloca ideologicamente sia nell'ambito del liberalismo, sia delle sinistre radicali, ma anche in alcuni partiti socialisti democratici, ed in Italia, storicamente, nei partiti che traggono origine dal pensiero mazziniano (in particolare, il Partito d'Azione ed il Partito Repubblicano Italiano), nel Partito Socialista Italiano e nel Partito Radicale. Dal punto di vista ideologico e filosofico, talvolta l'anticlericalismo si sviluppa parallelamente a quello della noncredenza. L'anticlericalismo esplicito o velato da quella che Torquato Accetto chiamava la «dissimulazione onesta» è tanto più diffuso quanto più il clero, in particolare nei suoi vertici cardinalizi e vescovili, tende a sovrintendere alla vita e all'organizzazione politico-civile dello Stato.
In Europa, l'anticlericalismo si è sviluppato lungo parte della storia cristiana ed ha avuto come precursori figure di cristiani come Erasmo da Rotterdam, Immanuel Kant, Paolo Sarpi, Gottfried Arnold e Thomas Woolston, che considerava quale vero unico autentico miracolo di Gesù la cacciata dei mercanti dal Tempio. L'anticlericalismo italiano (tra i primi esponenti sono oggi annoverati personaggi come Marsilio da Padova, Niccolò Machiavelli, Francesco Guicciardini, il Platina e Giordano Bruno), giungerà ad avere i suoi primi "martiri" nella prima metà del settecento con Pietro Giannone, morto in carcere a Torino, e Alberto Radicati di Passerano, morto esule all'Aia.
Vanno poi ricordati gli illuministi francesi - tra i quali Voltaire e Diderot - che si opposero a ogni forma di clericalismo. Elementi anticlericali, secondo alcuni, sono presenti nella prima fase della Riforma luterana che abolisce gli ordini regolari, non riconosce né il sacramento dell'ordine, né l'obbligo del celibato ecclesiastico, proclamando il sacerdozio universale di ogni cristiano che ha la sua guida nella sola Sacra Scrittura.
In particolare, gli anabattisti riconoscevano Cristo come unico capo della Chiesa, e negavano il valore della gerarchia e del magistero, affidandosi all'insieme dei credenti e dalla loro quotidiana imitazione dell'esempio di Cristo. La Controriforma inaugurata dal Concilio di Trento è stata anche una risposta a tali istanze antigerarchiche presenti, sia pure con grandi diversità e con differenti gradi di intensità, nel mondo protestante e, per Paesi come l'Italia, la Spagna, il Portogallo, l'Austria, la Baviera, la Polonia, la Croazia, l'America Latina un'istanza di rinnovata clericalizzazione non solo della vita religiosa, ma anche nella vita sociopolitica, in particolare attraverso il controllo della formazione scolastica e del costume femminile.

## Anticlericalismo in Italia

### Il XVIII secolo
Nel Settecento si diffonde l'anticurialismo, una tendenza giuridica che si ergeva a difesa dello Stato assolutista contro i privilegi della Chiesa e particolarmente contro le prerogative del Tribunale dell'Inquisizione, che sottraeva allo Stato parte del suo ruolo nell'amministrazione della giustizia. L'origine dell'anticurialismo risale alla seconda metà del Cinquecento, quando a Napoli il viceré spagnolo Pedro Afán de Ribera, che pure represse duramente i valdesi in Calabria, si oppose alla pubblicazione dei decreti del Concilio di Trento e all'istituzione dell'Inquisizione spagnola nel Regno di Napoli. Nel Settecento l'anticurialismo assume l'aspetto di una corrente filosofica e giuridica con autori come il sacerdote salernitano Antonio Genovesi, il cavese Costantino Grimaldi, autore delle Considerazioni intorno alle rendite ecclesiastiche del Regno di Napoli (Napoli, 1708) e delle Discussioni istoriche teologiche e filosofiche (Lucca, 1725) e il foggiano Pietro Giannone, che a Ginevra, patria del calvinismo, già inviso alla Chiesa per la sua opera storica, compose un altro lavoro dal forte sapore anticlericale Il Triregno. Del regno terreno, Del regno celeste, Del regno papale, che sarà pubblicato postumo solo nel 1895.
Nel 1730 Alberto Radicati di Passerano, esule a Londra, pubblicò un opuscolo anticlericale, sotto il titolo A Comical and True Account of the Modern Cannibal's Religion, in cui rigetta il cattolicesimo e ne dipinge una mordace caricatura, sulla scorta degli autori illuministi francesi. Nel 1732 pubblicò la Dissertazione filosofica sulla morte, un'opera in cui rivendicava il diritto al suicidio e all'eutanasia.
In tutto il secolo si rafforza anche l'antigesuitismo, un movimento di ostilità contro la Compagnia di Gesù, simbolo della fedeltà al papa, accusata di ingerenze clericali in politica e nella scienza. Mentre l'aspirazione illuministica alla libertà diveniva il marchio del secolo, la presenza dei gesuiti si faceva via via inaccettabile, tanto che furono espulsi da tutti gli Stati cattolici, a cominciare dal Portogallo (1750). Il primo Stato italiano ad espellere i Gesuiti fu il regno di Napoli (1767), seguito dal ducato di Parma e Piacenza. Nel 1773 papa Clemente XIV con il breve Dominus ac Redemptor decise la definitiva soppressione della Compagnia di Gesù.
Nella seconda metà del XVIII secolo l'infante Filippo I di Parma e il suo ministro Guillaume du Tillot adottarono nel ducato di Parma e Piacenza una politica anticlericale, che poneva pesanti limitazioni nella capacità della Chiesa di acquisire e possedere beni immobili e di ereditare. Addirittura gli ecclesiastici furono esclusi della successione ereditaria delle loro famiglie. Ai vescovi furono proibiti impiegati che non fossero laici e fu loro sottratta la giurisdizione sugli ospedali e sulle opere pie. Con Ferdinando di Borbone non cessarono le vessazioni del clero e papa Clemente XIII fece affiggere un breve di protesta (Monitorium), che suscitò tali reazioni che in breve tempo quasi tutti gli Stati d'Europa presero posizione contro il Papa.
A Napoli la tendenza anticuriale è rappresentata in politica dal primo ministro Bernardo Tanucci. Con il concordato del 1741, la Santa Sede aveva concesso larghi privilegi ai monarchi napoletani che erano sempre stati vicini al papato, non prima di lunghe trattative condotte dall'arcivescovo di Taranto Celestino Galiani, che agiva come ministro plenipotenziario del Regno di Napoli ed era egli stesso un uomo di cultura, fiancheggiatore delle tendenze anticuriali. Il Tanucci volle applicare il Concordato in una chiave di imposizione di una politica ecclesiastica statale (regalismo), che andava a infrangere la tradizionale armonia tra il potere civile e quello religioso. Sulla scorta delle rivendicazioni gallicane già applicate in Francia, le entrate di episcopati e abbazie vacanti affluirono alla corona, conventi e monasteri superflui vennero soppressi, le decime abolite e nuove acquisizioni di proprietà da parte delle istituzioni ecclesiastiche tramite la manomorta vietate. La pubblicazione delle bolle papali necessitava della previa autorizzazione reale (il cosiddetto exequatur). Anche le nomine vescovili nel Regno caddero, seppure non direttamente ma solo tramite raccomandazioni, grazie anche all'abilità politica del Tanucci, nelle mani del sovrano. Il Re era soggetto soltanto a Dio, gli appelli a Roma erano proibiti a meno che non vi fosse stato l'assenso del re, il matrimonio venne dichiarato un contratto civile.
Papa Clemente XIII reagì con la scomunica, al che Tanucci rispose occupando le enclave pontificie nel territorio napoletano di Benevento e Pontecorvo, che saranno restituite alla Santa Sede solo dopo la soppressione della Compagnia di Gesù. Le proteste dei vescovi contro i nuovi insegnamenti nelle scuole a seguito dell'espulsione dei Gesuiti vennero liquidate come non valide. Uno degli ultimi atti di Tanucci fu l'abolizione della chinea (1776), il tributo annuale che i re di Napoli versavano al papa come segno del loro vassallaggio sin dal tempo di Carlo I d'Angiò. Tuttavia, le proteste popolari costrinsero a ritirare il provvedimento di Tanucci e la chinea fu regolarmente corrisposta fino al 1787.

### Periodo napoleonico

Bandiera della Repubblica Cisalpina

Durante il periodo napoleonico, molti dei regni italiani furono trasformati in stati satelliti della Francia e i loro sovrani vennero deposti; lo stesso papa Pio VII fu deportato in Francia. Proclamando a gran voce i principî della Rivoluzione francese, si abolirono i privilegi tanto del clero che della nobiltà.
Le autorità napoleoniche appoggiarono all'interno della Chiesa cattolica le posizioni dei gallicani e dei giansenisti contro quelle degli ultramontani. Furono aboliti ed espropriati gli ordini contemplativi, mentre i beni della Chiesa furono a vario titolo espropriati per finanziare lo Stato. Per la prima volta si mise in discussione l'egemonia sociale del clero a favore delle autorità civili.

### Durante il Risorgimento

#### Politiche e leggi anticlericali
(Giuseppe Garibaldi)

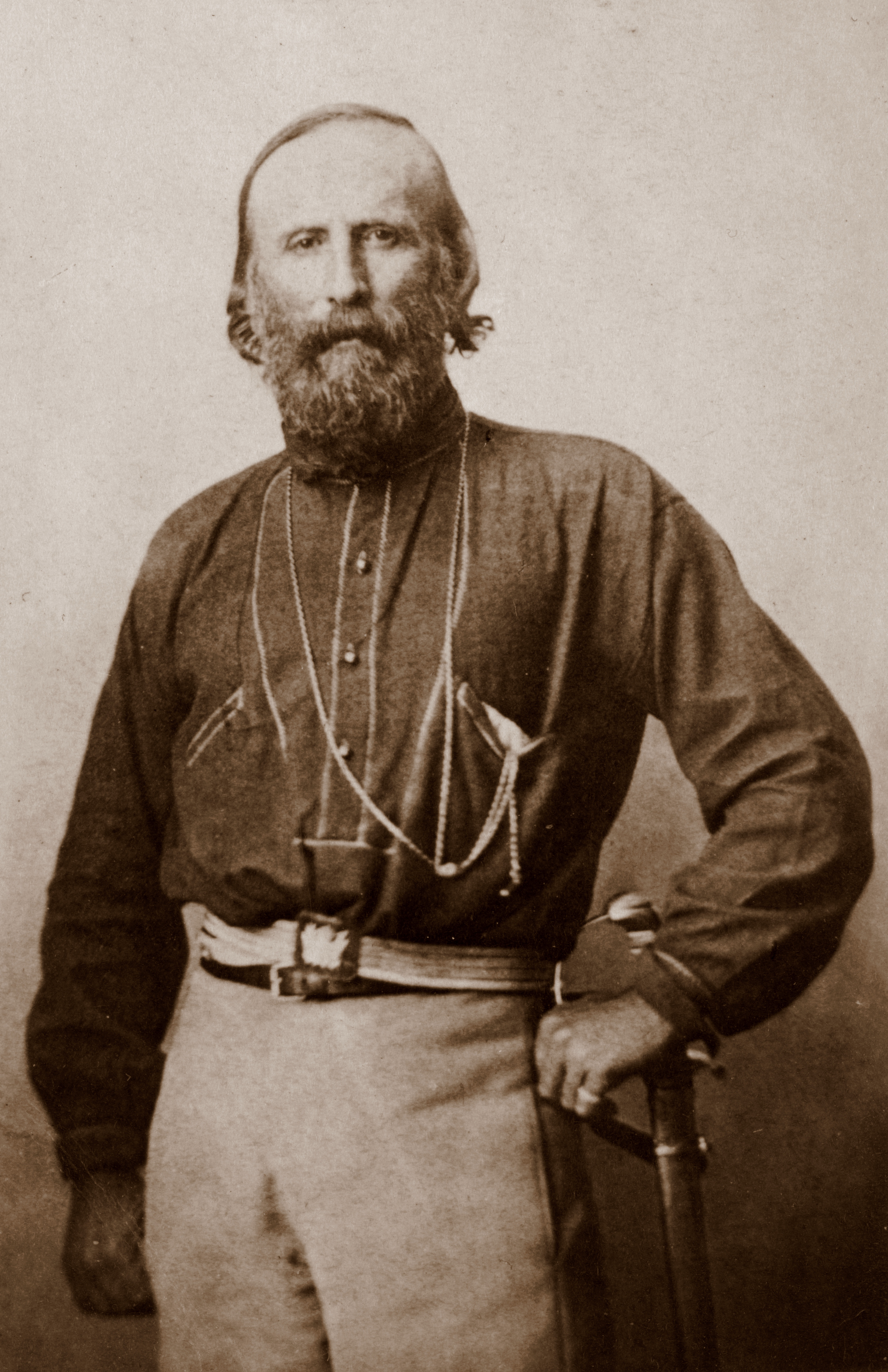
Giuseppe Garibaldi

L'anticlericalismo italiano ebbe notevole sviluppo nella lotta al potere temporale del papa, che costituiva oggettivo impedimento all'unificazione sotto la monarchia sabauda ed alla modernizzazione del Paese. Papa Pio VII, rientrato in Italia, tornò a segregare gli ebrei nel ghetto di Roma, dove sarebbero rimasti fino alla liberazione nel 1870. Papa Gregorio XVI (1831-1846) bollava il treno come "opera di Satana", mentre il suo segretario di Stato, il cardinal Luigi Lambruschini (1776-1854), osteggiava l'illuminazione a gas e instaurava nello Stato pontificio un regime di arbitrio poliziesco, censura e inquisizione.
In questo clima, anche tra gli stessi cattolici liberali italiani presero corpo posizioni di stampo anticlericale; ad esempio, una violenta polemica oppose il padre del cattolicesimo liberale italiano, Vincenzo Gioberti (1801-1852), ai gesuiti e ai cattolici reazionari. Giuseppe Garibaldi, l'eroe nazionale italiano, fu il più celebre degli anticlericali del Risorgimento e definì la Chiesa cattolica una «setta contagiosa e perversa», mentre rivolse a papa Pio IX l'epiteto di "metro cubo di letame"
La formazione dello Stato nazionale del 1861 fu preceduta e accompagnata dal tentativo di una riforma religiosa di ispirazione cristiana protestante, sul modello della Chiesa nazionale d'Inghilterra, appoggiata dalle chiese valdesi, memori delle persecuzioni, che, nei propositi di alcuni esponenti delle classi dirigenti piemontesi, si proponeva l'ambizioso obiettivo di sradicare dal cuore del popolo la fede cattolica: la cosiddetta Chiesa Libera Evangelica Italiana. San Leonardo Murialdo scrisse: «Gesù Cristo è bandito dalle leggi, dai monumenti, dalle case, dalle scuole, dalle officine; perseguitato nei discorsi, nei libri, nei giornali, nel papa, nei suoi sacerdoti». Alla Camera, il deputato Filippo Abignente si augurava «che la religione cattolica sia distrutta d'un colpo».

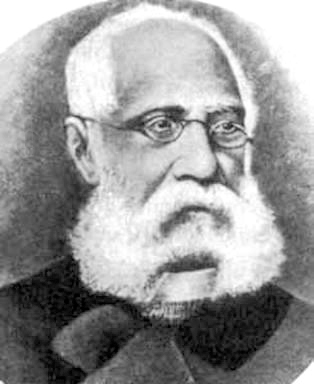
Ferdinando Petruccelli della Gattina

Un altro deputato, Ferdinando Petruccelli della Gattina, giornalista e patriota durante le insurrezioni del 1848 nel Regno delle Due Sicilie si riprometteva di eliminare con il potere temporale anche il potere spirituale della Chiesa.. Il 20 luglio 1862, espresse senza giri di parole la sua avversione contro il Cattolicesimo: «Noi dobbiamo combattere la preponderanza cattolica nel mondo, comunque, con tutti i modi. Noi vediamo, che questo Cattolicismo è uno strumento di dissidio, di sventura, e dobbiamo distruggerlo [...] La base granitica della fortuna politica d'Italia deve essere la guerra contro il Cattolicismo su tutta la superficie del mondo». Dopo la presa di Roma, Petruccelli della Gattina promosse l'abolizione della legge delle guarentigie e, durante una seduta alla Camera, gridò: «Il principio generale della rivoluzione Italiana è stato l'abolizione del Papato!». Egli voleva fare del sacerdote «un uomo e un cittadino», dargli «la libertà individuale nei limiti dello Stato» e il «diritto d'invocare la protezione della legge comune», il che significava l'abolizione del foro ecclesiastico. Il giornalista fu anche autore di una controversa opera, Memorie di Giuda, in cui l'apostolo viene raffigurato come un rivoluzionario che combatte l'oppressione romana. Il romanzo suscitò un enorme scandalo e trovò problemi di distribuzione, e La Civiltà Cattolica, il maggiore organo di stampa pontificio, lo etichettò «libraccio infame» e l'autore «sporco romanziere».
Secondo il laico Giovanni Spadolini, Cavour volle «fissare e delimitare le competenze specifiche della Chiesa nel suo magistero ecclesiastico, escludendola dalla società civile, dal mondo della politica, dall'istruzione, dalla scienza, dove il dominio incondizionato sarebbe stato quello dello Stato e dello Stato soltanto». Tale tentativo prese avvio nel Regno di Sardegna, con la legge del 25 agosto 1848 n. 777 che espelleva tutti i gesuiti stranieri, ne sopprimeva l'ordine e ne incamerava tutti i collegi, convertendoli ad uso militare. Negli anni seguenti i gesuiti furono nell'occhio del ciclone in tutta Italia e dopo il 1848 (durante il quale alcune residenze gesuite furono assaltate da folle inferocite), saranno soppressi in tutti gli Stati italiani (escluso lo Stato pontificio).
La legge del 1848 e le analoghe successive saranno caratterizzate da ostilità verso la Chiesa cattolica che, nella visione dei politici di ispirazione liberale (sovente aderenti alla massoneria), costituiva un freno al progresso civile, ritenendo che la religione non fosse altro che superstizione, mentre la verità andava ricercata avvalendosi del metodo scientifico. Si trattava di un aperto contrasto con la realtà italiana - e soprattutto piemontese - del primo Ottocento, in cui per assenza d'intervento dello Stato era la Chiesa ad organizzare e finanziare scuole, istituzioni sociali e ospedali. Non di rado docenti e scienziati erano essi stessi ecclesiastici. Secondo la studiosa cattolica Angela Pellicciari «la nuova identità che i grandi del mondo progettano per la nazione culla dell'universalismo romano e poi cristiano è anticattolica, mentre la storia, la cultura e la popolazione sono tutte cattoliche.»
.

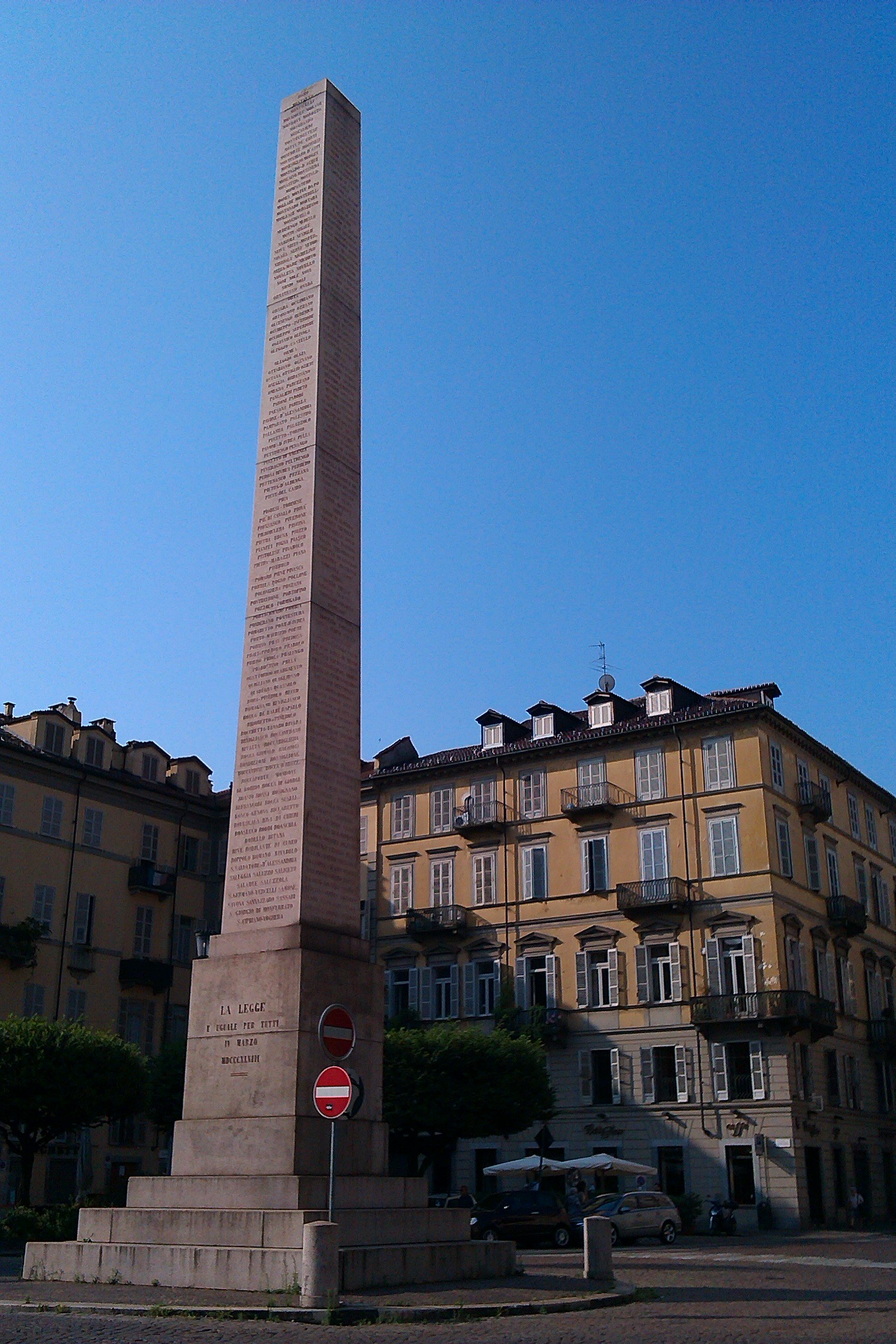
L'obelisco in piazza Savoia a Torino, eretto nel 1853, commemora l'abolizione del foro ecclesiastico.

A partire dal 1850, furono promulgate le leggi Siccardi (n. 1013 del 9 aprile 1850, n. 1037 del 5 giugno 1850, e n. 878 del 29 maggio 1855), che abolirono tre grandi privilegi di stampo feudale di cui il clero godeva nel Regno di Sardegna: il foro ecclesiastico, un tribunale che sottraeva alla giustizia dello Stato gli uomini di Chiesa oltre che per le cause civili anche per i reati comuni (compresi quelli di sangue), il diritto di asilo, ovvero l'impunità giuridica di chi si fosse macchiato di qualsiasi delitto e fosse poi andato a chiedere rifugio nelle chiese, nei conventi e nei monasteri, e la manomorta, ovvero la non assoggettabilità a tassazione delle proprietà immobiliari degli enti ecclesiastici (stante la loro inalienabilità, e quindi l'esenzione da qualsiasi imposta sui trasferimenti di proprietà). Inoltre, tali provvedimenti normativi disposero il divieto per gli enti morali (e quindi anche per la Chiesa e gli enti ecclesiastici) di acquisire la proprietà di beni immobili senza l'autorizzazione governativa. L'arcivescovo di Torino Luigi Fransoni venne processato e condannato ad un mese di carcere dopo aver invitato il clero a disobbedire a tali provvedimenti.
Fu del 29 maggio 1855 la legge che abolì tutti gli ordini religiosi (tra i quali agostiniani, carmelitani, certosini, cistercensi, cappuccini, domenicani, benedettini) privi di utilità sociale, ovvero che «non attendessero alla predicazione, all'educazione, o all'assistenza degli infermi», e ne espropriò tutti i conventi (334 case), sfrattando 3733 uomini e 1756 donne. I beni di questi ordini soppressi furono conferiti alla Cassa ecclesiastica, una persona giuridica distinta ed autonoma dallo Stato. L'iter di approvazione della legge, proposta dal primo ministro Cavour, fu contrastato da re Vittorio Emanuele II e da un'opposizione parlamentare agitata dal senatore Luigi Nazari di Calabiana, vescovo di Casale Monferrato, che determinarono le temporanee dimissioni dello stesso Cavour. Con l'avvento del Regno d'Italia avvenuto nel 1861, il Governo adottò nei confronti della Chiesa (che contrastava l'affermarsi di "compiti di benessere" dello Stato a favore dei cittadini) una politica limitativa, in particolare rispetto agli enti ecclesiastici tramite le cosiddette Leggi eversive:
- la Legge n. 3036 del 7 luglio 1866 con cui fu negato il riconoscimento (e di conseguenza la capacità patrimoniale) a tutti gli ordini, le corporazioni, e le congregazioni religiose regolari, ai conservatori ed i ritiri che comportassero vita in comune ed avessero carattere ecclesiastico. I beni di proprietà di tali enti soppressi furono incamerati dal demanio statale, e contemporaneamente venne sancito l'obbligo di iscrizione nel libro del debito pubblico di una rendita del 5% a favore del fondo per il culto (in sostituzione della precedente cassa ecclesiastica del Regno di Sardegna). Venne inoltre sancita l'incapacità per ogni ente morale ecclesiastico di possedere immobili, fatte salve le parrocchie.
- La Legge n. 3848 del 15 agosto 1867 previde la soppressione di tutti gli enti secolari ritenuti superflui dallo Stato per la vita religiosa del Paese. Da tale provvedimento restarono esclusi seminari, cattedrali, parrocchie, canonicati, fabbricerie e gli ordinariati.

Nel tentativo di colmare i gravi disavanzi causati dalla terza guerra d'indipendenza, nel 1866 il primo ministro Giovanni Lanza estese l'esproprio dei beni ecclesiastici a tutto il territorio nazionale e, con la legge del 19 giugno 1873 anche a Roma, la nuova capitale.

Cavour

Negli anni settanta del XIX secolo il ministro dell'istruzione Cesare Correnti abolì le facoltà teologiche, sottrasse gli educandati femminili siciliani al controllo dei vescovi e infine tentò la soppressione dei direttori spirituali nei ginnasi, ma in seguito alle proteste della Destra dovette rassegnare le dimissioni il 17 maggio 1872.. Il Discorso di Stradella del 1875, con cui Agostino Depretis presentava le sue linee programmatiche agli elettori, si apre con una lunga trattazione della politica ecclesiastica, che ha i toni dell'invettiva: esulta per i vescovi privati dal governo dell'uso dei loro episcopi; taccia i cattolici di voler nascondere sotto il manto della religione un'avidità di potere e di volere influenzare le masse, «impadronendosi dei fanciulli, delle donne e del sentimento religioso» per «rendere odiosa la libertà». Ne conclude che la religione si è fatta nemica dello Stato e pertanto lo Stato va difeso, combattendo contro i cattolici una guerra ad oltranza. Questa guerra doveva essere combattuta in due modi: sottraendo al clero l'amministrazione dei beni ecclesiastici, affidandola ai laici, ed estromettendo i sacerdoti dall'istruzione pubblica.
Il deputato lombardo Mauro Macchi, che aveva fondato con Arcangelo Ghisleri la "Società dei liberi pensatori" di Cremona (1867), nel 1876 riuscì a far approvare una riforma del codice di procedura penale che aboliva l'obbligo di prestare giuramento in nome di principi religiosi.

#### La questione romana

Bandiera della Repubblica Romana

Il tentativo mazziniano di instaurare la Repubblica Romana (febbraio-luglio 1849) fu accompagnato da assassinii di sacerdoti, saccheggi di chiese e requisizioni forzose. Nei pochi mesi di vita della Repubblica, Roma passò dalla condizione di stato tra i più arretrati d'Europa a banco di prova delle nuove idee liberali che allora si diffondevano nel continente, fondando la sua vita politica e civile su principi - quali, in primis, il suffragio universale maschile, la libertà di culto e l'abolizione della pena di morte (facendo seguito, in questo caso, all'esempio del Granducato di Toscana che aveva definitivamente abolito la pena capitale nel 1786) e - che sarebbero diventate realtà in Europa solo circa un secolo dopo.
Nella difesa di Roma dall'esercito francese, che accorse a sostenere lo Stato pontificio insieme alle armate austriache, borboniche e spagnole, perse la vita fra gli altri Goffredo Mameli. Tra i politici di maggior spicco in questa fase storica emerge la figura di Camillo Benso Conte di Cavour, che nel 1861, poco dopo la proclamazione dell'Unità d'Italia, formulò il principio della «Libera Chiesa in libero Stato», tentando di regolare la convivenza tra Chiesa e Stato.

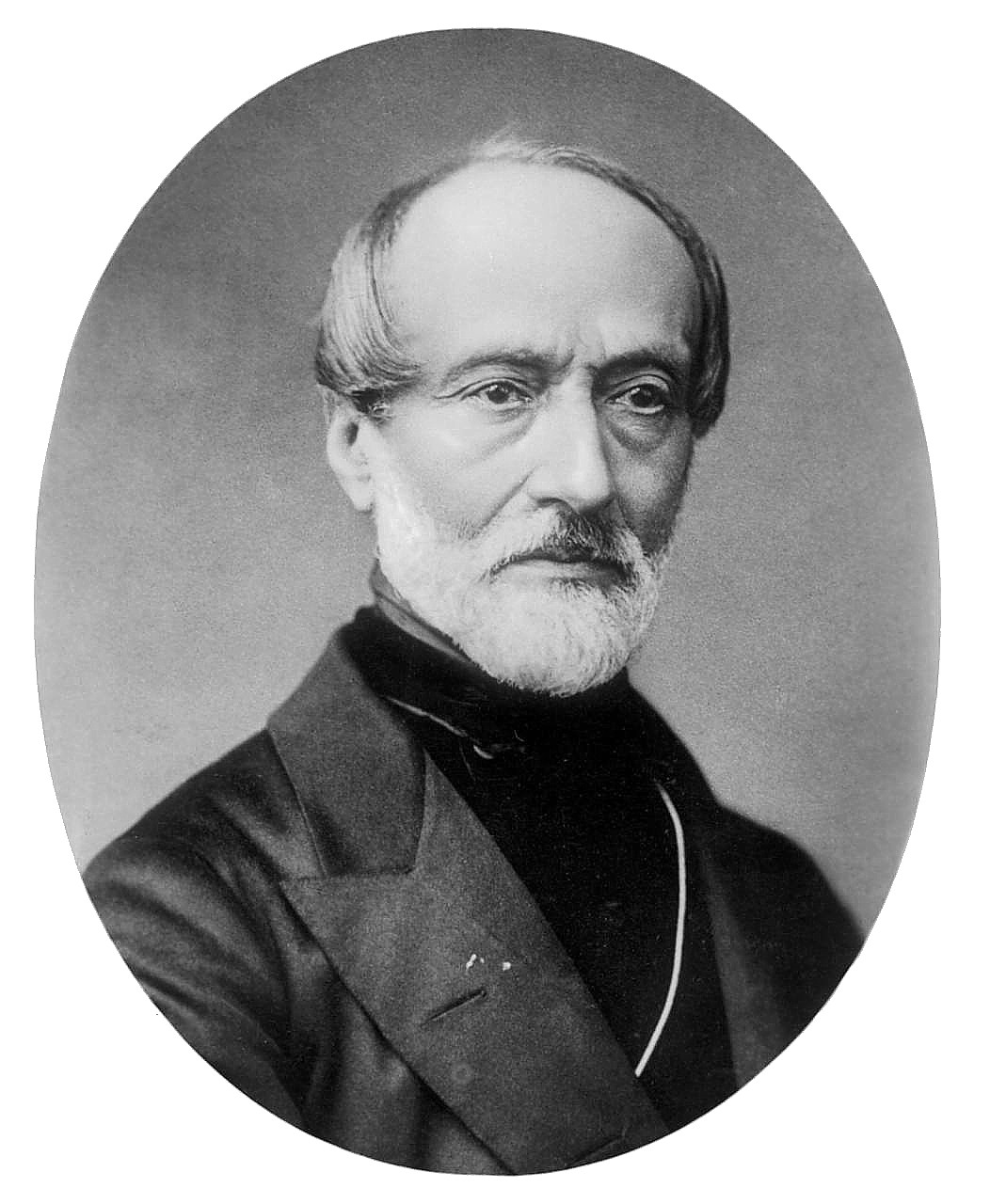
Giuseppe Mazzini

Nel 1869 quando venne convocato il Concilio Vaticano I, a Napoli si riunì un anticoncilio di liberi pensatori, soprattutto massoni, organizzato dal deputato Giuseppe Ricciardi. Il Concilio Vaticano I fu poi interrotto dalla presa di Roma e non più convocato. Negli anni seguenti Roma divenne teatro di numerosi episodi di anticlericalismo, soprattutto in occasione di manifestazioni pubbliche: «fra il 1870 e il 1881 si possono contare oltre trenta casi gravi di intolleranza, di provocazione, talora scontri fisici». Per lungo tempo il Papa, rifugiatosi in Vaticano, impose ai cattolici di non partecipare alla vita pubblica del Regno d'Italia con un pronunciamento conosciuto come non expedit.

#### Il rapporto con l'episcopato
Nel 1850 dopo l'approvazione delle leggi Siccardi nel Regno di Sardegna l'arcivescovo di Torino Luigi Fransoni fu arrestato per un mese e poi mandato, nelle stesso anno, in esilio a Lione per la sua ferma opposizione alle leggi anticlericali.
Dopo l'Unità, circa la metà delle diocesi italiane resterà vacante, per il rifiuto del Governo di concedere il necessario 'placet' o 'exequatur' ai vescovi. Nel 1864 ben 43 vescovi erano in esilio, 20 in carcere, 16 erano stati espulsi e altri 16 morti per le vessazioni subite. A metà degli anni sessanta di 227 sedi vescovili, 108 erano vacanti. I motivi di questi arresti erano spesso arbitrari: il cardinale Corsi, arcivescovo di Pisa, fu arrestato il 13 maggio 1860 per non aver voluto cantare il "Te Deum" per Vittorio Emanuele II. Nel luglio dello stesso anno il vescovo di Piacenza Antonio Ranza e dieci canonici furono condannati dal tribunale a quattordici mesi di reclusione per antipatriottismo. Si trattò di una condanna politica, perché il vescovo si era allontanato dalla città in occasione della visita del re e non aveva celebrato la festa dello Statuto.
Nelle province meridionali, dopo la spedizione di Garibaldi con vari pretesti furono arrestati e processati 66 vescovi. Durante i quattro anni successivi subirono la stessa sorte anche nove cardinali.
Il problema delle sedi vacanti si avviò verso la soluzione nell'ottobre del 1871, quando furono nominati 41 nuovi vescovi. Altri 61 saranno nominati negli anni successivi. Tuttavia, nel 1875 Minghetti annunciava ancora alla Camera che delle 94 domande di exequatur presentate per la nomina di nuovi vescovi, soltanto 28 erano state accettate dal Governo.

#### Episodi di violenza e intolleranza
Dopo l'Unità d'Italia si verificarono episodi di intolleranza anticlericale: il 7 aprile 1872 fu assassinato un gendarme pontificio fuori Porta Angelica, fu assalito il Congresso cattolico di Bologna del 9 ottobre 1876 e si registrarono tumulti in occasione della traslazione della salma di Pio IX il 13 luglio 1881.

Francesco Crispi, che fu Primo Ministro per diversi anni, fu un noto anticlericale e sostenne la costruzione del monumento a Giordano Bruno.

Nel 1889, l'erezione del monumento a Giordano Bruno in Campo de' Fiori avvenne in un contesto di violenta lotta politica in cui si confrontarono le posizioni più oltranziste delle fazioni anticlericali e clericali. L'opera fu realizzata dallo scultore Ettore Ferrari, che più tardi divenne gran maestro del Grande Oriente d'Italia. Fra i promotori non mancarono toni di sfida al Pontefice, che minacciava di lasciare Roma per rifugiarsi in Austria, e il monumento divenne uno dei simboli dell'anticlericalismo. Francesco Crispi ottenne dal re Umberto I un decreto di destituzione nei confronti del sindaco di Roma Leopoldo Torlonia, che aveva fatto una visita ufficiale al cardinale vicario Lucido Maria Parocchi, portando un messaggio per papa Leone XIII. Nello stesso periodo a Roma la Massoneria metteva in scena sotto i Palazzi apostolici banchetti nei venerdì di Quaresima, per dileggiare il digiuno cristiano.
Gli episodi di violenza si ripeteranno ancora nel 1893 a Sansepolcro, città in mano ad amministratori anticlericali, in cui la processione del Corpus Domini diede luogo a tafferugli si concluse con ventisei arresti tra i fedeli, e continueranno anche nella prima parte del XX secolo: fra questi l'assalto alla processione del Corpus Domini a Fabriano, avvenuto il 21 giugno 1911, condotto da socialisti e anticlericali, terminò in un clamoroso processo.

#### Anticlericalismo accademico
Il principale esponente dell'anticlericalismo in ambito accademico e culturale fu il poeta e poi docente di letteratura italiana Giosuè Carducci. Pubblicò nel 1860 nella raccolta Juvenilia la poesia Voce dei preti
Quando vessil di servitù la Croce

E campion di tiranni apparve Cristo!»
(Giosuè Carducci, Voce dei preti)
e nel 1863 l'Inno a Satana, che poi ristamperà nel 1868 in occasione del Concilio Vaticano I. L'anticlericalismo accademico derivò in larga parte dall'adesione di molti docenti al positivismo e allo scientismo. All'università di Torino il positivismo fece la sua comparsa negli anni sessanta del XIX secolo presso la facoltà di medicina, dove insegnava l'olandese Jacob Moleschott. Cesare Lombroso, fondatore dell'antropologia criminale, Salvatore Cognetti de Martiis, professore di economia politica garibaldino, e Arturo Graf, docente di letteratura italiana, furono celebri esponenti di teorie anticlericali.
Il darwinismo ebbe come centri di diffusione Torino, Pavia e Firenze. Anche l'associazionismo studentesco risentì della polemica anticlericale e costituì un anello di quella che poteva apparire una «koinè positivista e anticlericale largamente condivisa nel mondo accademico». Nel 1871 i professori dell'Università di Roma furono chiamati a pronunziare il giuramento di fedeltà al re e allo Statuto. I professori della facoltà di teologia furono esentati dal giuramento, ma in maggioranza si rifiutarono di riprendere l'insegnamento in un ambiente ora ostile. Papa Pio IX li ricevette in udienza dicendo loro: «L'Università, quale ora è divenuta, non è più degna delle vostre dottrine e di voi, e voi stessi vi contaminereste varcando quelle soglie, entro le quali si insegnano errori così perniciosi».
Appelli analoghi furono rivolti agli studenti e fu dato vita a un tentativo di un'università alternativa. Quando però il tentativo fallì, agli studenti fu concesso di frequentare le università statali, ammonendoli però ad evitare l'influsso dei cattivi maestri. All'Università di Catania fu professore di letteratura italiana Mario Rapisardi, spirito anticlericale e garibaldino, che considerava le religioni come intralcio al progresso scientifico e morale. Nel 1859 le facoltà di teologia nelle università di Parma, di Modena e di Bologna furono abolite, nel 1861 furono abolite anche quelle di Napoli e di Siena. Il ritiro dei docenti della facoltà di teologia diede occasione allo Stato di sopprimere le facoltà di teologia con la legge Scialoja-Correnti del 26 gennaio 1873, determinando la scomparsa degli studi ecclesiastici dalle università di Stato.
Al di fuori dell'ambito strettamente accademico, ebbe straordinario successo la letteratura di Edmondo De Amicis, che proponeva con il libro Cuore un codice di morale laica e quella di poeti come Antonio Ghislanzoni, librettista di Giuseppe Verdi, Felice Cavallotti, che fu anche un celebre politico e deputato, e Olindo Guerrini, che nel 1899 fu condannato e poi assolto in appello per diffamazione del vescovo di Faenza. Cavalli di battaglia dell'anticlericalismo divennero in questo periodo una ricostruzione storica in stile illuminista, a volte arbitraria, del Medioevo (i secoli bui), la leggenda della Papessa Giovanna, la classificazione della storia delle Crociate come guerra di religione, e della lotta alle eresie in generale e dell'Inquisizione in particolare come fenomeni dell'intolleranza cristiana (vedi Leggenda nera dell'Inquisizione). Furono popolari le poesie anticlericali di Giuseppe Giusti, come "Il Papato di Prete Pero".

#### I monumenti anticlericali

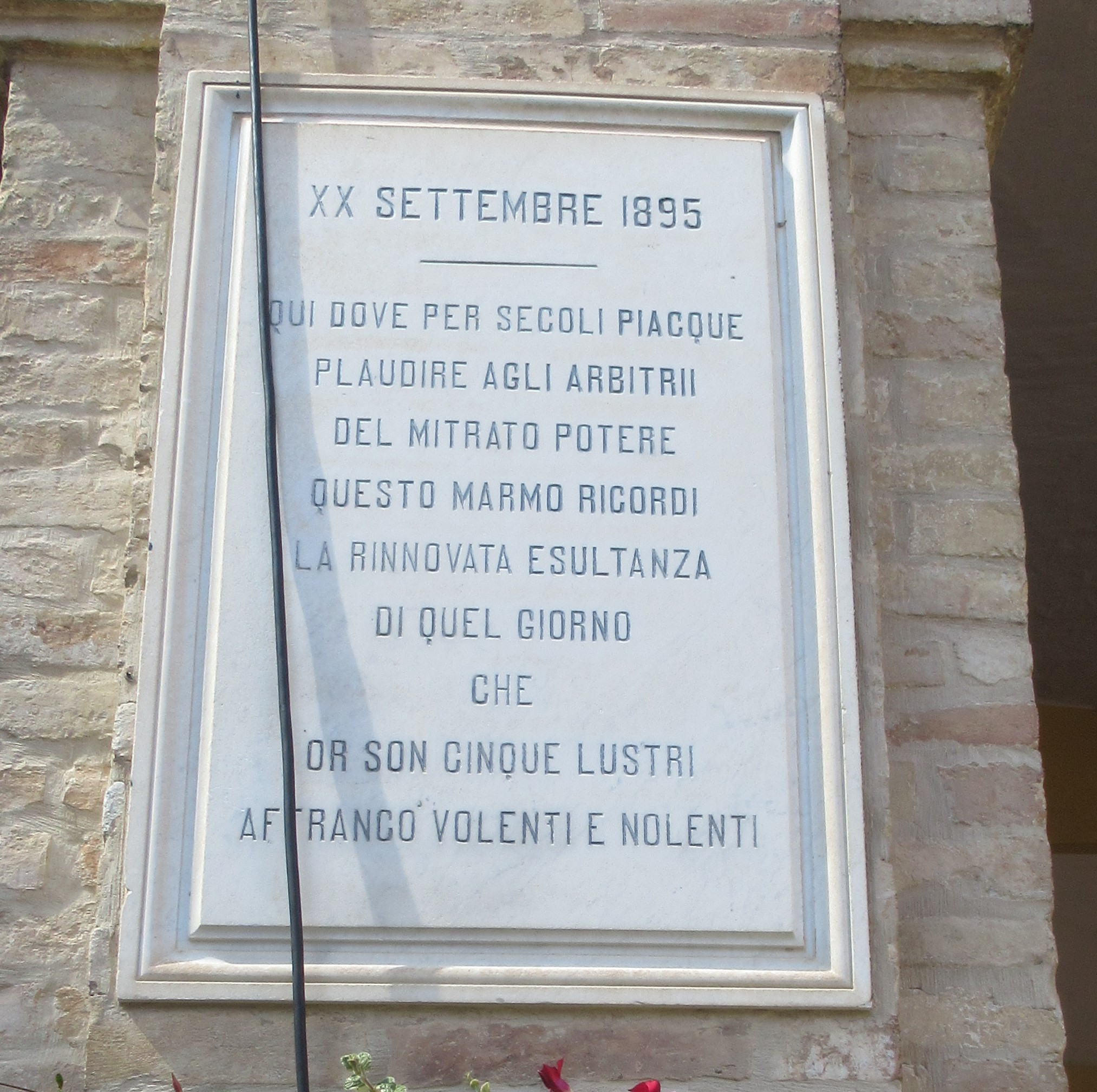
Una lapide sul municipio di Morrovalle ricorda il XXV anniversario della presa di Porta Pia.

Dopo l'unità d'Italia in moltissimi comuni furono eretti monumenti anticlericali, anche per rimarcare la vittoria degli ideali risorgimentali, che avevano portato al crollo dello Stato della Chiesa. Nelle tante lapidi che ricordano Giuseppe Garibaldi e Giuseppe Mazzini, ma anche l'infinita schiera di patrioti, raramente manca un accenno polemico contro il clero, la "tirannide", la "superstizione", mentre vengono esaltati la libertà, l'"affrancamento" e il "progresso".
Fra i monumenti maggiori, oltre a quello a Giordano Bruno a Roma, sono da ricordare anche l'obelisco che celebra l'abolizione del foro ecclesiastico a Torino, eretto nel 1853 e il monumento ad Arnaldo da Brescia, a Brescia, eretto nel 1882.
Nel 1895, nel XXV anniversario della breccia di Porta Pia, furono inaugurati nel giro di una settimana nuovi monumenti a Roma, che facevano parte di un programma urbanistico, inteso a dare al centro della Cristianità un aspetto laico. Uno dei più ferventi promotori fu l'artista Ettore Ferrari, gran maestro della massoneria. I nuovi monumenti comprendevano la statua equestre di Garibaldi al Gianicolo, il monumento a Cavour nell'omonima piazza nel rione Prati, due colonne commemorative della presa di Roma a Porta Pia e a Villa Glori e il monumento al drammaturgo anticlericale Pietro Cossa.

#### Anticlericalismo popolare

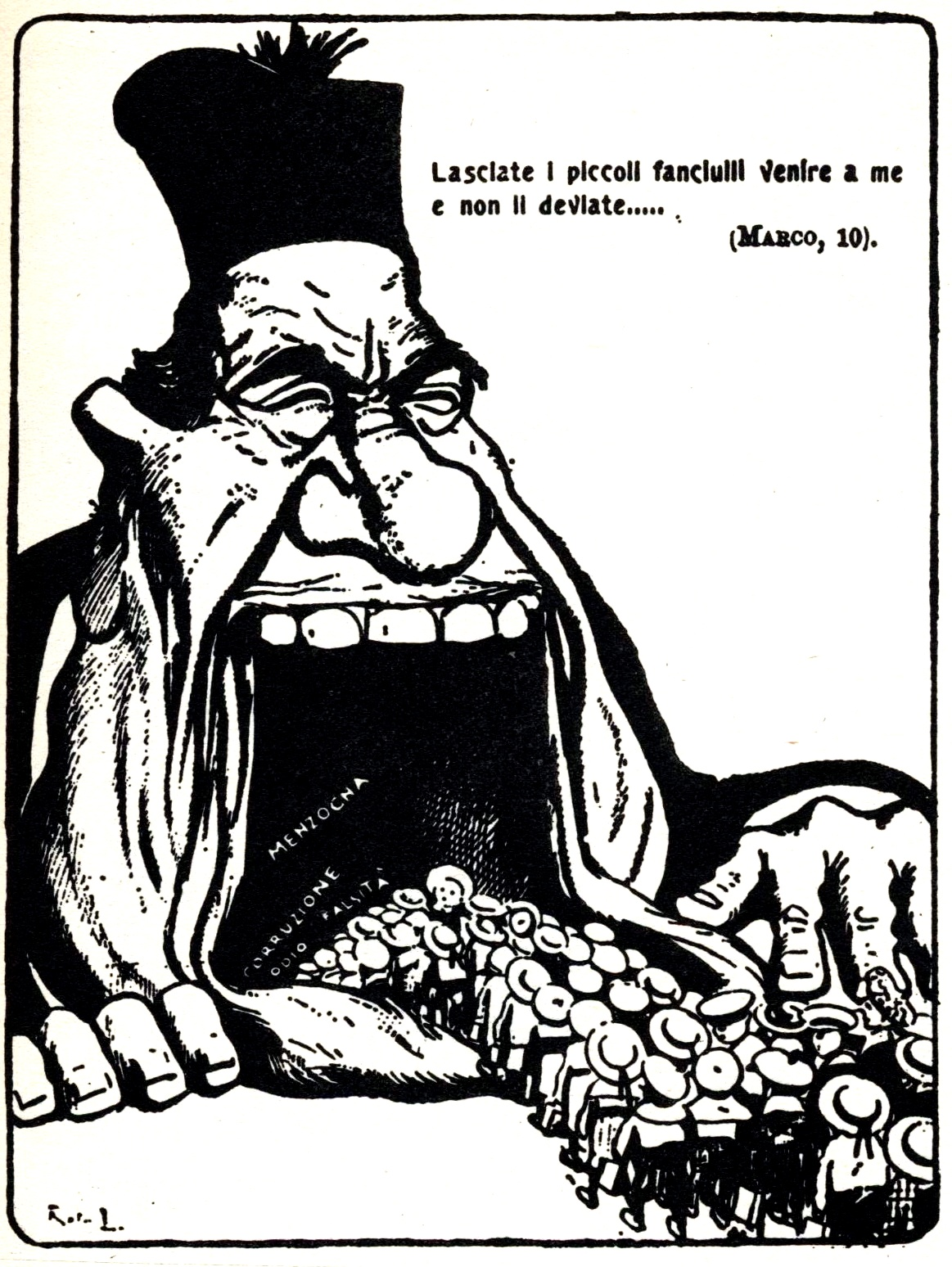
Gabriele Galantara, “La scuola clericale”, cartolina di propaganda della rivista satirica L'Asino del 1906.

L'anticlericalismo non restò confinato alle classi dirigenti, ma trovò eco anche nelle società operaie e di mutuo soccorso di fine ottocento, prevalentemente di ispirazione socialista. Secondo questa ideologia, Gesù Cristo era stato il "primo socialista", ma il suo insegnamento era stato corrotto dalla Chiesa ("dai preti") per tornaconto. Un esempio emblematico di questa ideologia fu La predica di Natale del 24 dicembre 1897 di Camillo Prampolini.
Diffuse erano anche le rappresentazioni teatrali di spettacoli anticlericali: ad esempio nel 1851 a Vercelli erano in scena due commedie, intitolate "Gli orrori dell'Inquisizione" e "Il diavolo e i Gesuiti". A Roma il primo carnevale dopo Porta Pia fu organizzato dall'associazione anticlericale "Il Pasquino", che propose numerose parodie. Un enorme dito di cartapesta fu fatto sfilare per le vie di Roma: era il "dito di Dio", una formula tipica con cui la stampa cattolica commentava sventure e disgrazie. A Roma la rappresentazione di I settecento martiri dell'Inquisizione e a Firenze la rappresentazione di Galileo accesero gli animi degli spettatori, che usciti da teatro volevano percuotere i frati.
Negli ultimi suoi drammi e particolarmente in "Giuliano l'Apostata", "Cola di Rienzo" e ne "I Borgia" anche Pietro Cossa diede sfogo alla sua vena anticlericale. Ancora più scoperta è la polemica anticlericale del radicale Felice Cavallotti, che per esempio nel suo "Cantico dei Cantici" rappresentato a Milano nel 1898 si lancia in un'aperta invettiva: «Son l'unghie reverende / Un ordigno che acchiappa e mai non rende».
L'anticlericalismo trovò eco anche in polemiche giornalistiche, che spesso vedevano confrontarsi giornali di tendenze opposte. A Torino la Gazzetta del Popolo diretta dall'anticlericale Felice Govean, che fu anche gran maestro del Grande Oriente d'Italia, battagliava contro l'Armonia cattolica, diretta da Giacomo Margotti. Le vendite vedevano primeggiare il foglio anticlericale, che distribuiva 10 000 copie contro le 2 000 del concorrente. Nel 1892 a Roma fu fondato il settimanale satirico L'Asino, di orientamento socialista, che soprattutto a partire dal XX secolo condusse veementi campagne anticlericali.
Diffuse erano le canzoni anticlericali, alcune con intenti blasfemi, ma talvolta indicatrici di tensioni socio-politiche: è il caso delle canzoni degli anticlericali di Nuoro, che nel 1868 si contrappongono al vescovo Salvatore Angelo de Martis nella Rivolta de Su Connottu, episodio che è emblematico del passaggio dell'idea anticlericale da cerchie ristrette al tessuto popolare.
Una raccolta di canzoni anticlericali, risalenti all'Ottocento e al primo Novecento, fu pubblicata nel 1973 in un disco a 33 giri intitolato "L'Ammazzapreti", a cura di Leoncarlo Settimelli e Laura Falavolti.

### Durante il fascismo

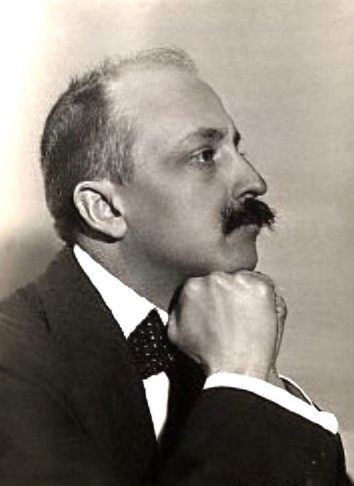
Il poeta futurista Filippo Tommaso Marinetti, il più celebre rappresentante del fascismo anticlericale

Il Partito Nazionale Fascista, guidato da Benito Mussolini, fortemente anticlericale e ateo in gioventù, presentava inizialmente, influenzato anche dal futurismo, un programma di "svaticanizzazione" dell'Italia, con progetti di sequestri di beni ed abolizione di privilegi. Ma Mussolini, dopo essere diventato duce dell'Italia fascista, resosi conto del gran peso sociale e culturale che la Chiesa cattolica rivestiva nel Paese, cambiò i suoi propositi iniziali e volle concordare un'intesa con la Chiesa al fine di consolidare e accrescere il proprio potere, ancora instabile, ed ottenere un più ampio consenso di popolo.
Vi furono episodi di squadrismo che colpirono oltre al Partito popolare italiano organizzazioni religiose cattoliche, come l'Azione Cattolica. Dopo le elezioni del 1924, vi furono rappresaglie nelle località in cui i popolari avevano raccolto più voti: a Sandrigo due sacerdoti furono malmenati e Ferdinando Rodolfi, vescovo di Vicenza, intervenne comminando la scomunica ai responsabili delle violenze.
Tuttavia il capo del fascismo intimamente rimaneva un ateo anticlericale, come testimoniano la sua nota avversione a farsi fotografare accanto a religiosi e la conseguente censura di tutti i ritratti in cui era presente qualche prelato o simile e la confidenza che Dino Grandi fece a Indro Montanelli nella quale raccontava come Mussolini, appena uscito dal palazzo Laterano in cui l'11 febbraio 1929 aveva appena firmato il concordato, bestemmiò pesantemente per sottolineare la sua personale avversione alla Chiesa cattolica e ai preti. L'accordo con la Segreteria di Stato vaticana per la stipula dei Patti Lateranensi, formalmente siglati nel 1929 avvenne grazie ad un atteggiamento, nonostante le differenti visuali, diplomaticamente dialogante tra le parti.
In cambio il dittatore impose una compressione dello spazio di intervento dell'Azione Cattolica, unica organizzazione giovanile non fascista che sopravvisse durante il regime. Con quest'accordo ci furono alcuni membri del clero, a vari livelli, che diedero la loro adesione, come cittadini italiani, al fascismo. Nello stesso Partito Popolare Italiano, una parte dei membri aderì al governo fascista ante-dittatura, contro il parere di don Luigi Sturzo. Il partito subì una forte crisi che fu determinante per l'ascesa del PNF. Ci furono così aspetti, come nel regime franchista spagnolo, di cosiddetto clericofascismo.

### Dalla seconda guerra mondiale a oggi
(Giorgio Gaber, La razza in estinzione, da La mia generazione ha perso, 2001)

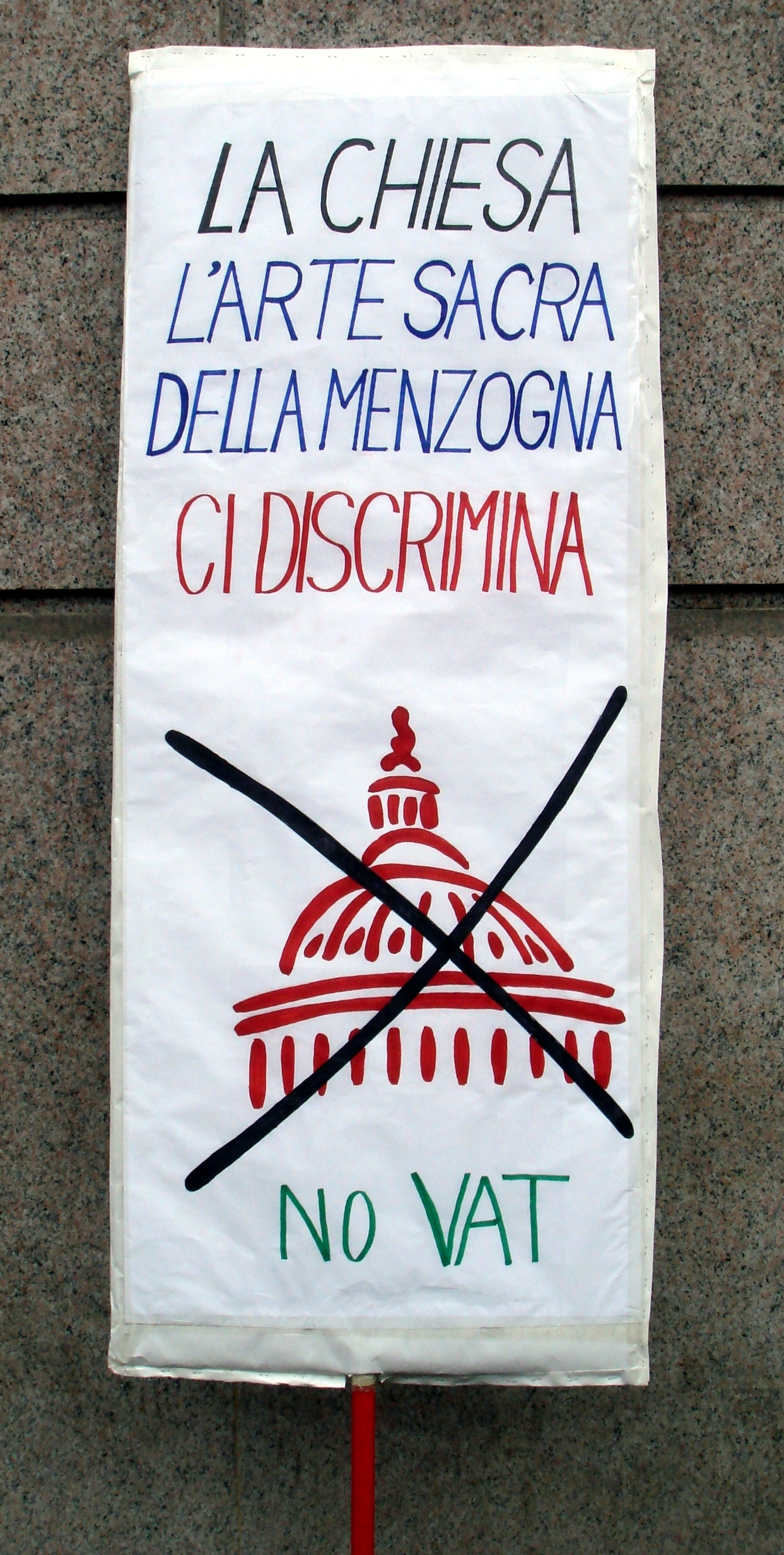
Striscione dell'associazione NO VAT al Gay Pride di Milano del 2008

Alla caduta del fascismo, mentre i gerarchi e i rappresentanti della monarchia fuggivano, le autorità ecclesiastiche rimasero al loro posto, svolgendo, a volte in collaborazione con il CLN, opere caritatevoli e assistenziali a vantaggio della popolazione, esercitando nel contempo un ruolo civile e sociale. Questo interesse degli ecclesiastici per le questioni politiche ed economiche si scontrava sia con la cultura liberale, che riduceva il problema religioso alla sfera individuale, sia con la cultura marxista, che annoverava le religioni fra le forze reazionarie. Se la Chiesa pretendeva di offrire alla società i valori fondamentali su cui costruire la democrazia, marxisti e liberali consideravano un'indebita ingerenza ogni intervento della Chiesa nell'ambito sociale e politico.
Dopo la fine della seconda guerra mondiale, l'anticlericalismo ebbe le sue espressioni, seppur in forma minoritaria ed incostante, nel Partito Comunista Italiano, nel Partito Repubblicano Italiano e nel Partito Socialista per divenire centrale nell'attività del Partito Radicale a partire dagli anni settanta, in contrapposizione alla Democrazia Cristiana e all'influenza vaticana nella politica italiana. Uno dei punti principali di contrasto fu la scure censoria che si abbatté sulle migliori opere cinematografiche italiane del dopoguerra, accusati di offesa alla morale o vilipendio della religione cattolica, partendo da La dolce vita di Federico Fellini, a La ricotta di Pier Paolo Pasolini, fino a Ultimo tango a Parigi di Bernardo Bertolucci.
Gli anticlericali sostennero che questi furono solo alcuni esempi tra i tanti di come la morale cattolica influenzasse ed imponesse il proprio punto di vista anche in materia di arte e spettacolo.
Si impegnò in una lunga filmografia anticlericale il regista Luigi Magni, che diresse Nell'anno del Signore (1969), In nome del Papa Re (1977) e In nome del popolo sovrano (1990), una trilogia ambientata nella Roma papalina del Risorgimento.
Il fronte laico riuscì ad ottenere l'istituzione del divorzio (1970, confermato col referendum abrogativo del 1974) e la legalizzazione dell'aborto (1978).
Nel 1984 il presidente del consiglio socialista Bettino Craxi attuò una revisione dei Patti Lateranensi, rimuovendo la prerogativa di «religione di Stato» in precedenza accordata alla Chiesa cattolica. Venne mantenuto, seppur rendendolo facoltativo, l'insegnamento della religione cattolica nelle scuole pubbliche, affidato a insegnanti pagati dallo Stato, ma nominati dalla Curia, e l'esenzione dal pagamento delle imposte sugli immobili di proprietà della Chiesa cattolica in cui vengono svolte attività "che non abbiano natura esclusivamente commerciale".

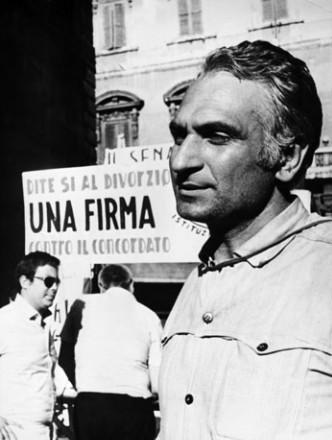
Marco Pannella, leader del Partito Radicale, al tempo della campagna divorzista

Contestualmente venne introdotta la destinazione dell'otto per mille del gettito IRPEF dei contribuenti a sette confessioni religiose, tra cui la Chiesa cattolica. L'otto per mille viene destinato alle varie confessioni in proporzione delle scelte espresse dai soli contribuenti che forniscono un'indicazione al riguardo. La quota del reddito dei contribuenti che non ha espresso alcuna scelta viene, in altre parole, ripartita tra le confessioni religiose che hanno siglato l'intesa con lo Stato italiano in misura pari alla percentuale delle scelte espresse. Per esempio, nel 2000 il 35% degli italiani si espresse a favore della Chiesa cattolica, il 5% circa a favore dello Stato o di altre religioni, e il 60% non espresse alcuna scelta. Di conseguenza, l'87% del gettito è stato devoluto alla Conferenza Episcopale Italiana.
Dal 1984 al 1998 gli anticlericali italiani, inizialmente dell'area anarchica e libertaria, in seguito anche i socialisti, i radicali, i liberali e i comunisti si diedero appuntamento per discutere dei maggiori temi politici di confronto e scontro con il Vaticano, ai Meeting anticlericali di Fano presso i quali, nel 1986, venne fondata anche l'Associazione per lo Sbattezzo, sciolta nel 2005.
Oggi è contestato, da taluni, in una società sempre più secolarizzata, l'intervento della Chiesa cattolica, mediante indicazioni di comportamento ai fedeli e indicazioni di voto ai parlamentari cattolici, sull'azione legislativa e regolamentare dello Stato. Fu criticata la presa di posizione del cardinale Camillo Ruini nel referendum sulla procreazione assistita del 2005, rivolta in particolare contro l'utilizzo delle cellule staminali embrionali, e quelle di vari esponenti e prelati cattolici contro le unioni civili, l'eutanasia e il testamento biologico, oltre che la controversia sull'esposizione del crocifisso nelle aule scolastiche italiane. Dalla parte della Chiesa si rivendica un diritto alla parola e un dovere morale nella guida del cristiano su questioni etiche.

## Anticlericalismo in Francia
(Émile Zola)

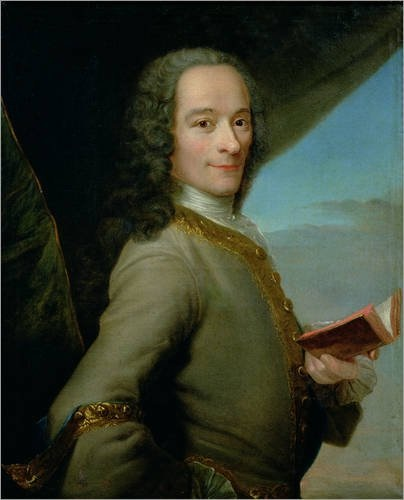
Voltaire, illuminista e anticlericale, autore del motto Écrasez l'Infâme ("schiacciate l'infame"), con cui incitò alla lotta contro la Chiesa e il fanatismo religioso

A partire dall'Illuminismo, si sviluppò in Francia una forte corrente anticlericale, che ebbe la sua piena espressione in alcune leggi varate durante la Rivoluzione francese, come la costituzione civile del clero, l'obbligo di sposarsi o abbandonare i voti per i preti, la trasformazione delle chiese in templi della Ragione, il calendario rivoluzionario francese e il culto dell'Essere Supremo, l'introduzione del matrimonio civile e del divorzio. Anche Napoleone varò una politica di separazione tra Stato e Chiesa.
In un contesto politico anticlericale, il 7 dicembre 1830 i redattori de L'Avenir, giornale cattolico liberale, riassumono le loro rivendicazioni: chiedono libertà di coscienza, separazione tra Stato e Chiesa, libertà d'insegnamento, di stampa, d'associazione, decentramento amministrativo ed estensione del diritto elettorale.
L'anticlericalismo è un tema di particolare rilevanza nel contesto storico della Terza Repubblica e nelle divergenze che ne derivarono con la Chiesa cattolica. Gli eccidi della "settimana di sangue" seguiti all'instaurazione della Comune parigina (1871) con l'uccisione dell'arcivescovo di Parigi Georges Darboy, possono essere considerati come gli effetti del duro scontro in Francia tra clericali e anticlericali socialisti. Tuttavia, prima del 1905, la Chiesa godeva di un trattamento preferenziale da parte dello stato francese (insieme alle minoranze ebraiche, luterane e calviniste).
Nel corso dell'Ottocento, sacerdoti insegnavano nelle scuole pubbliche tutte le materie, religione compresa. Di conseguenza molti appartenenti alla sinistra chiesero la separazione tra Chiesa e Stato e l'imposizione di una reale laicità. Si noti che la divisione tra "clericali" e "anticlericali" non aderisce esattamente alle categorie di "credenti" e "non credenti" poiché alcuni cattolici, come Victor Hugo, pensavano che la Chiesa non dovesse intervenire nella vita politica, mentre non credenti come Charles Maurras favorivano il potere temporale della Chiesa perché ritenevano fosse essenziale per la coesione del Paese e per i loro obiettivi politici (vedi anche reazionario).
Dal punto di vista culturale non mancavano rappresentazioni anticlericali nei teatri, come la commedia Pourquoi elles vont à l'église di Nelly Roussel.
In definitiva, la separazione del 1905 tra Stato e Chiesa innescò aspre polemiche e forti controversie, la maggioranza delle scuole cattoliche e delle fondazioni educative venne chiusa e molti ordini religiosi furono sciolti. Papa Pio X reagì con tre diverse encicliche di condanna: la Vehementer Nos dell'11 febbraio 1906, la Gravissimo Officii Munere del 10 agosto dello stesso anno e l'Une Fois Encore del 6 gennaio 1907.

## Anticlericalismo in Messico

### XIX secolo
In seguito alla rivoluzione del 1860, il presidente Benito Juárez, appoggiato dal governo statunitense, varò un decreto per la nazionalizzazione delle proprietà ecclesiastiche, separando Chiesa e Stato e sopprimendo gli ordini religiosi.

### XX secolo: anticlericalismo della Rivoluzione messicana

#### Prime schermaglie

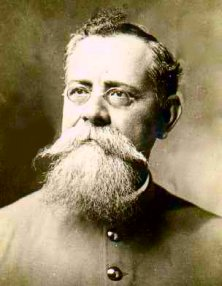
Venustiano Carranza

All'inizio degli anni dieci del XX secolo, i Costituzionalisti di Venustiano Carranza denunciarono l'ingerenza clericale nella politica messicana. Protestavano di non perseguitare il cattolicesimo, ma di voler ridurre l'influenza politica della Chiesa. Tuttavia, la campagna dei Costituzionalisti non sfociò immediatamente in un nessun'azione formale.

#### Costituzionalisti in azione (1914)
Successivamente Álvaro Obregón e i Costituzionalisti intrapresero delle misure volte a ridurre la profonda influenza politica della Chiesa cattolica. Il 19 maggio 1914, le forze di Obregón condannarono il vescovo Andrés Segura e altri uomini di Chiesa a 8 anni di carcere per la loro presunta partecipazione ad una ribellione. Durante il periodo in cui Obregón ebbe il controllo di Città del Messico (febbraio 1915), impose alla Chiesa il pagamento di 500.000 pesos per alleviare le sofferenze dei poveri.
Venustiano Carranza assunse la presidenza il 1º maggio 1915. Carranza e i suoi seguaci ritenevano che il clero sobillasse il popolo contro di lui attraverso la propaganda. Divennero sempre più frequenti le violenze, tollerate dalle autorità, nei confronti dei cattolici: nel 1915 vennero assassinati ben 160 sacerdoti. Subito dopo che Carranza ebbe il totale controllo del Messico, emanò una nuova Costituzione con l'intento di ridurre il potere politico della Chiesa.

#### La Costituzione del 1917
Nella Costituzione Messicana furono introdotti articoli anticlericali:
- L'articolo 3 rese obbligatoria l'istruzione laica nelle scuole pubbliche messicane.
- L'articolo 5 mise fuori legge i voti religiosi e gli ordini religiosi.
- L'articolo 24 proibì il culto fuori dagli edifici ecclesiastici.
- Con l'articolo 27 alle istituzioni religiose fu negato il diritto di acquisire, detenere o amministrare beni immobili e tutti i beni ecclesiastici, compresi quelli di scuole e ospedali, furono dichiarati proprietà dello stato.
- Con l'articolo 130 il clero fu privato del diritto di voto e del diritto di commentare questioni politiche.

Il governo messicano fu estremamente pervicace nel suo intento di eliminare l'esistenza legale della Chiesa cattolica in Messico. La costituzione ebbe il risultato di acuire il conflitto fra Chiesa e Stato.

#### Sviluppi

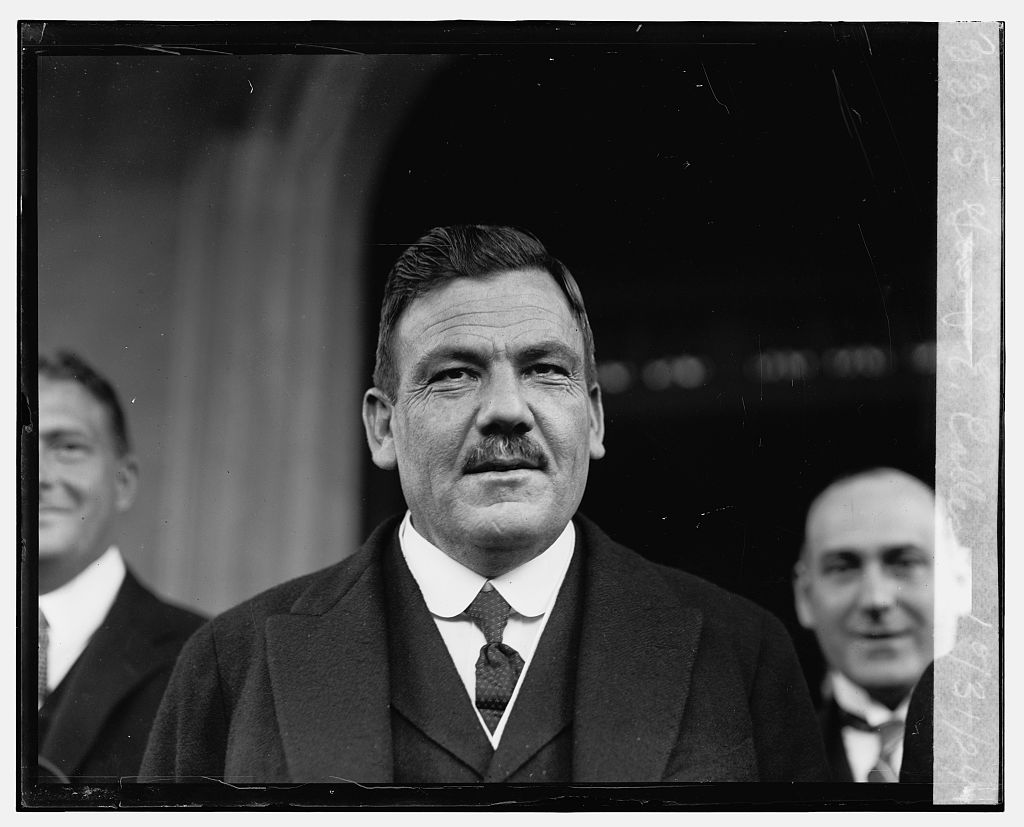
Plutarco Elías Calles nel 1924. Fu anticlericale al punto di affermare che "la Chiesa è la sola causa di tutte le sventure del Messico"

Per otto anni questi provvedimenti non furono rigorosamente messi in atto dal governo messicano. Intanto le violenze continuavano. Nel 1921 un attentatore tentò di distruggere il più importante simbolo del cristianesimo messicano: il mantello con l'immagine della Madonna di Guadalupe, conservato nell'omonimo santuario. La bomba, nascosta in un mazzo di fiori deposto vicino all'altare, produsse gravi danni alla basilica.

#### LaFederación Anticlerical Mexicana
L'anticlericalismo teorizzato dai politici e intellettuali messicani era in realtà il prodotto di dibattiti e congressi internazionali, importati attraverso intellettuali stranieri come la spagnola Belén de Sárraga, che già nel 1912 aveva effettuato giri di conferenze con l'aiuto del governo di Francisco Madero. Negli anni Dieci e Venti l'anticlericalismo messicano divenne l'ideale delle élite politiche e intellettuali di stampo liberale, che lo proposero al pubblico come parte del cammino verso la modernità e il progresso.
Nel 1923 gli anticlericali messicani si organizzarono in una federazione, che riuniva dodici comitati locali. Tra gli ideologi più influenti della federazione vi erano la stessa Belén de Sárraga, che aveva già alle spalle esperimenti di aggregazione anticlericale a Malaga e in Cile e l'intellettuale Camilo Arriaga. La federazione aveva profondi legami sia con l'esercito sia con la massoneria, ma anche con le femministe. Alla fine degli anni venti il Messico è divenuto un rifugio e un luogo di incontro per intellettuali anticlericali, come i venezuelani Salvador de la Plaza, che dirigeva El Bonete e Carlos León.
Gli scopi della federazione erano dichiarati nei suoi statuti: innanzitutto propugnava la riforma della scuola e l'attuazione degli articoli della Costituzione in materia religiosa; dal punto di vista economico si dichiarava a favore delle classi subalterne, campesinos, indios e operai e in ultimo si dichiarava a favore della ricerca scientifica.
La federazione si dichiarò nemica di alcuni gruppi di laici cattolici, come i Cavalieri di Colombo e le Damas Católicas, accusandoli di fanatismo, di asservimento alla gerarchia ecclesiastica e in particolare al papa e di antipatriottismo. Ma il principale nemico era il clero cattolico, che gli anticlericali nei loro statuti ritenevano "nemico della famiglia, nemico della patria, nemico della scienza e nemico del progresso umano". L'attività della federazione era sostenuta anche dalla rivista Rumbos Nuevos, che ne condivideva i principi, sebbene non fosse organo degli anticlericali.

#### Plutarco Elías Calles
Questa politica ebbe termine nel giugno del 1926, quando il presidente del Messico Plutarco Elías Calles (che affermava che "la Chiesa è la sola causa di tutte le sventure del Messico"), emanò un decreto noto come “legge Calles”, con cui metteva in atto l'articolo 130 della Costituzione. La Chiesa era urtata dalla rapidità della decisione di Calles e in particolare dall'articolo 19, che prevedeva la registrazione obbligatoria del clero, perché permetteva al governo di immischiarsi negli affari religiosi.
La Chiesa cattolica prese quindi posizione contro il governo. I cattolici messicani, di concerto con il Vaticano, risposero inizialmente con iniziative di protesta non violente, tra le quali il boicottaggio di tutti i prodotti di fabbricazione statale (ad esempio il consumo di tabacchi crollò del 74%) e la presentazione di una petizione che raccolse 2 milioni di firme (su 15 milioni di abitanti). Il governo non diede alcuna risposta e la Chiesa decise infine un estremo gesto simbolico: la sospensione totale del culto pubblico. A partire dal 1º agosto 1926, in tutto il Messico non si sarebbe più celebrata la Messa né i sacramenti, se non clandestinamente. Il 18 novembre papa Pio XI denunciò la persecuzione dei cattolici messicani con l'enciclica Iniquis Afflictisque.

#### La rivolta dei Cristeros
Lo scontento degenerò in aperte violenze quando oltre 5.000 Cristeros diedero inizio ad una ribellione armata. Il governo messicano e i cattolici ingaggiarono un sanguinoso conflitto che durerà per tre anni. Nel 1927 si formò un vero e proprio esercito ribelle, forte di ventimila uomini, che in seguito aumentarono fino a cinquantamila, al comando del generale Enrique Gorostieta Velarde. All'esercito si affiancavano le "brigate Santa Giovanna d'Arco", formazioni paramilitari femminili che giunsero a contare 25000 membri, tra cui anche giovani di soli 14 anni. Tra il 1927 e il 1929 tutti i tentativi di schiacciare la ribellione fallirono; gli insorti anzi presero il controllo di vaste zone nel sud del paese.
La Chiesa messicana e il Vaticano, tuttavia, non diedero mai il loro aperto sostegno alla ribellione (il che non impedì al governo di giustiziare anche numerosi sacerdoti che non ne facevano parte), e agirono per giungere ad una soluzione pacifica. Il 21 giugno 1929 furono così firmati gli Arreglos ("accordi"), che prevedevano l'immediato cessate il fuoco e il disarmo degli insorti. I termini dell'accordo, mediati (o piuttosto imposti) dall'ambasciatore degli Stati Uniti, erano però estremamente sfavorevoli alla Chiesa: in pratica tutte le leggi anticattoliche rimanevano in vigore. Questo periodo di anticlericalismo messicano ha ispirato a Graham Greene la scrittura del romanzo Il potere e la gloria.

## Anticlericalismo in Portogallo
Nel 1750 il Portogallo fu il primo paese ad espellere i gesuiti.
Una prima ondata di anticlericalismo si verificò nel 1834 sotto il regno di Pietro IV, quando il ministro Joaquim António de Aguiar decretò la soppressione degli ordini religiosi. Parallelamente, alcune delle più note scuole religiose del Portogallo furono obbligate a cessare l'attività. In questo periodo lo scrittore e politico Almeida Garrett pubblicò la commedia anticlericale A sobrinha do Marquês (1848). La caduta della monarchia a seguito della Rivoluzione repubblicana del 1910 causò un'ulteriore ondata di anticlericalismo. La rivoluzione colpì in primo luogo la Chiesa cattolica: vennero saccheggiate le chiese, vennero attaccati i conventi.
Furono presi di mira anche i religiosi. Il nuovo governo inaugurò una politica anticlericale. Il 10 ottobre il nuovo governo repubblicano decretò che tutti i conventi, tutti i monasteri e tutte le istituzioni religiose fossero soppresse: tutti i religiosi venivano espulsi dalla repubblica e i loro beni confiscati. I gesuiti furono costretti a rinunciare alla cittadinanza portoghese. Seguirono, in rapida successione, una serie di leggi anticattoliche: il 3 novembre venne legalizzato il divorzio.
In seguito passarono leggi che legittimavano i figli nati fuori dal matrimonio, che autorizzavano la cremazione, che secolarizzavano i cimiteri, che sopprimevano l'insegnamento religioso a scuola e che proibivano di indossare l'abito talare. Inoltre al suono delle campane e ai periodi di adorazione furono poste alcune restrizioni e la celebrazione delle feste popolari fu soppressa. Il governo interferì anche nei seminari, riservandosi il diritto di nominare i professori e determinare i programmi. Questa lunga serie di leggi culminò nella legge di separazione tra Chiesa e Stato che fu approvata il 20 aprile 1911. Il 24 maggio dello stesso anno papa Pio X deplorò la legge portoghese con l'enciclica Iamdudum.

## Anticlericalismo in Spagna
Già tra il XV ed il XVI secolo si nota nella letteratura e nel teatro spagnolo la presenza di opere, o parti di esse, di contenuto anticlericale, spesso generate dall'ammirazione per Erasmo da Rotterdam. Si nota quindi Alfonso de Valdés, con la sua Discorso de Latancio y del Arcediano, dove si compiace di descrivere la corruzione della Roma papale punita con il sacco di Roma; a causa del controllo esercitato dal Sant'Uffizio, si trovano tracce di anticlericalismo celato, come nella commedia di Luis Belmonte Bermúdez, El diablo predicador, o negli aforismi perduti di Miguel Cejudo.
In seguito alla prima guerra carlista del 1836, il nuovo regime chiuse i maggiori conventi e monasteri della Spagna. In questo contesto, il radicale Alejandro Lerroux si caratterizzava per un'oratoria violenta e incendiaria. Dal punto di vista economico la Chiesa cattolica in Spagna fu pesantemente colpita dalle leggi di esproprio e confisca dei beni ecclesiastici, che si susseguirono dal 1798 al 1924: il più famoso di questi provvedimenti è noto con il nome di Desamortización di Mendizábal del 1835.
Circa un secolo dopo, instaurata la Seconda repubblica e approvata la Costituzione del 1931, proseguì la legislazione anticlericale, inaugurata il 24 gennaio 1932 con lo scioglimento in Spagna della Compagnia di Gesù e l'esilio della maggioranza dei gesuiti. Il 17 maggio 1933, il governo varò la controversa Legge sulle Confessioni e Congregazioni Religiose (Ley de Confesiones y Congregaciones Religiosas), approvata dal parlamento il 2 giugno 1933, e regolamentata mediante un decreto del 27 luglio. La legge confermava la proibizione costituzionale dell'insegnamento per gli ordini religiosi, mentre si dichiararono di proprietà pubblica i monasteri e le chiese.
La legge fu un duro colpo al sistema scolastico (le scuole gestite dagli ordini religiosi contavano 350.000 alunni) in un Paese dove il 40% della popolazione era analfabeta. Reagì contro la legge papa Pio XI, con l'enciclica Dilectissima Nobis del 3 giugno 1933. Durante la guerra civile spagnola del 1936, molti appartenenti all'armata Repubblicana erano volontari anarchici e comunisti fortemente anticlericali e provenienti da varie parti del mondo. Nel corso dei loro assalti parecchi edifici di culto e monasteri vennero bruciati e saccheggiati. La Chiesa non fu coinvolta nell'Alzamiento e la scelta di militare a fianco dei franchisti, con l'invenzione e la benedizione della "Crociata", venne dopo il 18 luglio, a causa delle violenze anticlericali.
Al termine del conflitto, la stima delle vittime religiose ascende a più di 6.000 religiosi trucidati, tra cui 259 clarisse, 226 francescani, 155 agostiniani, 132 domenicani e 114 gesuiti. Gli episodi raccapriccianti non furono isolati: stupri di suore, fucilazioni rituali di statue di santi, preti cosparsi di benzina e arsi, taglio di orecchie e genitali "papisti" e persino corride con sacerdoti al posto di tori. La stragrande maggioranza della Chiesa cattolica salutò la vittoria di Franco, militarmente sostenuto da Hitler e Mussolini, come un provvidenziale intervento divino nella storia di Spagna. Nonostante la guerra fosse stata per Hitler nient'altro che il banco di prova della tragedia che stava preparando per l'Europa, papa Pio XII nel suo radiomessaggio del 16 aprile 1939,  Con immensa gioia., parlò di una vera e propria vittoria "contro i nemici di Gesù Cristo".
La Chiesa cattolica, sotto il papato di Giovanni Paolo II, tra il 1987 ed il 2001 ha riconosciuto e canonizzato 471 martiri della guerra civile spagnola; altri 498 sono stati poi beatificati nel 2007 da Benedetto XVI. Recentemente, anche il premier Zapatero è stato avvicinato all'anticlericalismo per le sue politiche laiche.

## Anticlericalismo negli Stati Uniti

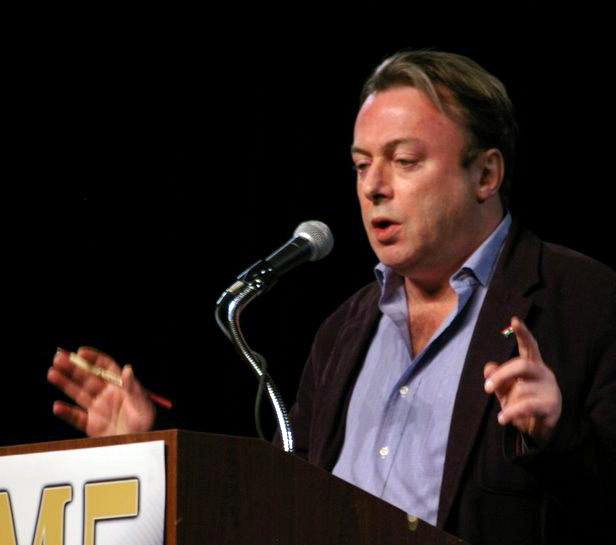
Christopher Hitchens, uno dei più celebri anticlericali anglosassoni.

L'anticlericalismo statunitense (o meglio l'anticattolicesimo) degli anni cinquanta del secolo XIX trovò espressione nel Know Nothing: un movimento xenofobo ("nativista"), che traeva forza dalle paure popolari che il paese potesse essere sopraffatto dall'immigrazione massiccia dei cattolici irlandesi, ritenuti ostili ai "valori americani" e controllati dal papa.
Sebbene i cattolici asserissero di essere politicamente indipendenti dal clero, i protestanti accusavano papa Pio IX di aver posto fine alla Repubblica Romana e di essere un nemico della libertà, della democrazia e del protestantesimo. Questi rilievi fomentarono teorie di cospirazione che attribuivano a Pio IX il disegno di soggiogare gli Stati Uniti mediante un'immigrazione continua di cattolici controllati da vescovi irlandesi obbedienti e personalmente selezionati dal Pontefice.
Un'eco di anticlericalismo è presente nelle elezioni presidenziali del 1928, in cui il Partito Democratico candidò il governatore dello stato di New York Al Smith, (il primo cattolico candidato alla presidenza da un grande partito), che fu attaccato come "papista". L'elettorato temeva che "se Al Smith fosse eletto presidente, gli Stati Uniti sarebbero governati dal Vaticano"
L'anticlericalismo ha trovato anche esponenti laici, non legati al protestantesimo e all'opposizione agli immigrati, in epoca recente: ad esempio il giornalista anglo-americano Christopher Hitchens, accusato spesso di anticattolicesimo, ateo e antislamista; i laici americani riprendono le posizioni del presidente Thomas Jefferson che fu uno dei più forti sostenitori di uno stato non legato alla religione all'epoca della nascita degli Stati Uniti. Uno dei cavalli di battaglia più recenti degli anticlericali statunitensi è la lotta contro l'ingerenza evangelicista nella politica interna nonché la critica contro il clero cattolico per lo scandalo pedofilia che ha coinvolto molte diocesi americane.

## Anticlericalismo in Turchia
(Mustafa Kemal Atatürk)
Mustafa Kemal Atatürk, militare e politico presunto membro della Massoneria, prese il potere nel 1923. Egli era anticlericale, e in favore di un forte nazionalismo, il suo modello di riferimento trovava radici nell'Illuminismo. 

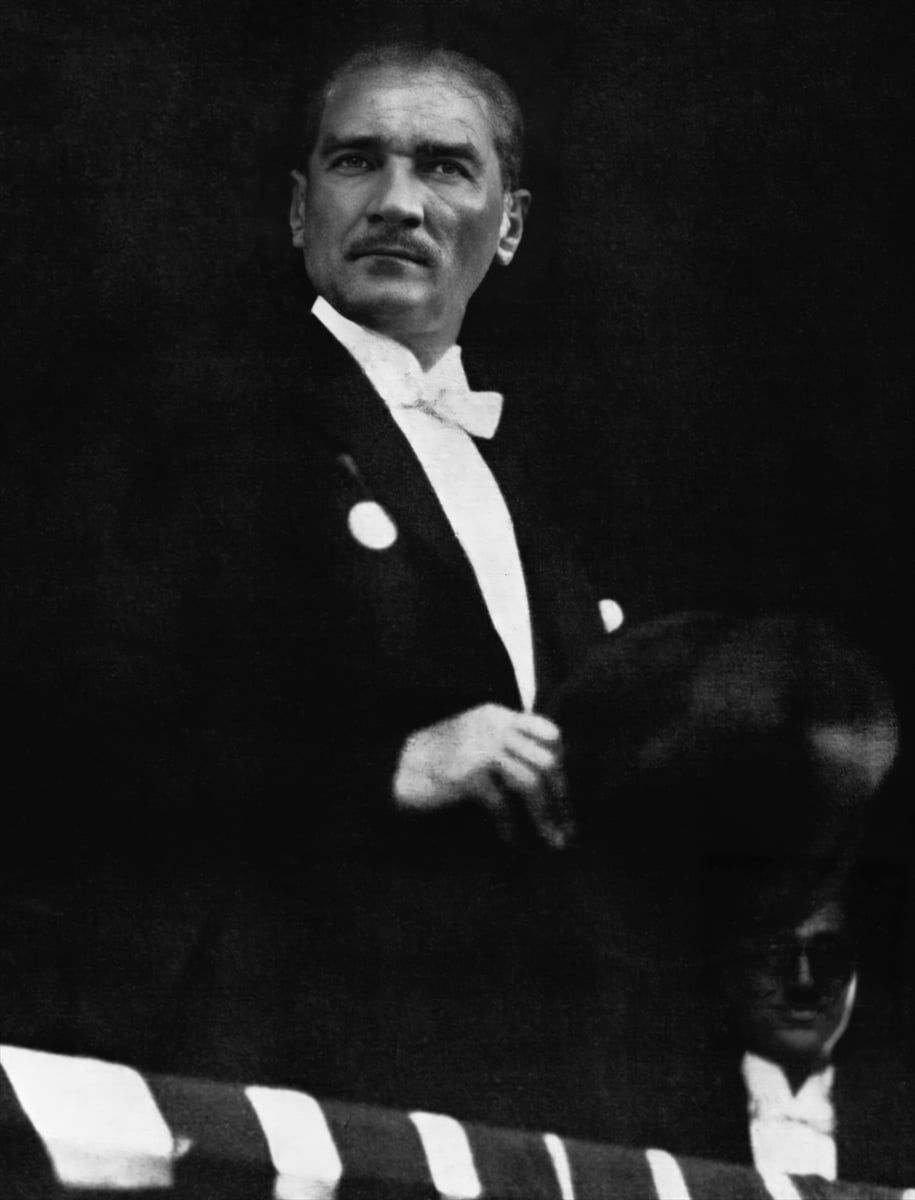
Kemal Atatürk nel 1925

Aveva l'ambizione di creare una moderna forma di civiltà turca. Durante tutto il periodo e anche oltre, l'esercito rimase il pilastro della nazione e la scuola fu riformata in modo da essere laica, gratuita e obbligatoria. La nuova capitale fu posta ad Ankara, scelta a scapito di Istanbul (due volte capitale imperiale: Impero romano d'Oriente ed Impero ottomano). La lingua fu riformata nello stile e nell'alfabeto: l'alfabeto ottomano di origine araba-persiana venne sostituito dall'alfabeto latino nel 1928. Nello stesso periodo la storia venne riscritta per dare radici alla nazione, e legarla all'occidente. Kemal, la cui ideologia è detta kemalismo, introdusse il cognome al posto del patronimico: a lui il parlamento assegnò il cognome Atatürk, cioè "padre dei turchi". Usanze islamiche, come portare la barba lunga, i baffi "alla turca" o i copricapi orientali come il fez furono scoraggiate o vietate (ai militari fu proibito di portare i baffi e tuttora devono essere sbarbati).
Dalla rivoluzione del 1908, i diritti delle donne uscirono rinforzati. Durante la sua presidenza, dal 1923 al 1938, furono adottate misure per cambiare lo status delle donne: la parità con gli uomini fu riconosciuta nel codice civile, il matrimonio civile reso obbligatorio per chi volesse sposarsi, fu introdotto il divieto di poligamia, vietati il ripudio (divorzio unilaterale maschile) e l'uso del velo islamico nei luoghi pubblici (possibilità resa nuovamente lecita solo nel 2011), legalizzata la produzione e la vendita delle bevande alcoliche, resa obbligatoria l'iscrizione a scuola per le bambine, incentivata l'assunzione di donne in vari posti di lavoro e così dicendo. Nel 1934 fu riconosciuto alle donne il diritto di votare e nel 1935 furono elette delle donne al parlamento turco.
La Turchia kemalista era risolutamente laica. Il califfato fu abolito il 3 marzo 1924. Questo gesto fu considerato come un sacrilegio da parte del mondo musulmano. Nel 1928, primo paese del mondo musulmano, l'Islam non era più la religione di Stato e, nel 1937, il secolarismo venne sancito nella Costituzione. Fu adottato il calendario gregoriano, e la domenica divenne il giorno settimanale di riposo. Proseguendo la secolarizzazione delle leggi cominciata nel 1839 dalle Tanzimat (riforme) dell'Impero ottomano, il regime kemalista adottò nel 1926, un codice civile sulla base del codice svizzero, un codice penale sulla base del codice italiano e un codice commerciale basato sul Codice tedesco. Furono abolite le pene corporali previste dalla legge islamica, i reati di apostasia e adulterio.
L'anticlericalismo del regime era pronunciato, ma lo spiritualismo musulmano non fu mai completamente abbandonato. L'Islam e le altre religioni, compreso il cristianesimo, erano inoltre controllate attraverso l'Organo per la Direzione degli Affari Religiosi, creato nel 1924. In tempi recenti l'avvento al potere di un partito islamico, anche se non ha abolito lo Stato laico, ha incrementato tuttavia la rinascita di movimenti e sentimenti islamisti.

## Anticlericalismo nella Germania nazista
La propaganda nella Germania nazista ebbe tratti anticlericali. Ad esempio, Heinrich Himmler, capo supremo delle SS e della Gestapo, riprende alcuni motivi cari all'anticlericalismo: la depravazione e la perversione del clero, la svalorizzazione della donna, la corruzione della grandezza di Roma:
Il bolscevismo di quell'epoca ha avuto il coraggio di crescere sul cadavere di Roma. Il clero di quella Chiesa cristiana che, più tardi, ha sottomesso la Chiesa ariana dopo lotte infinite, cerca, dal IV o V secolo, di ottenere il celibato dei preti.
[...]dimostreremo che la Chiesa, sia a livello dei dirigenti che a quello dei preti, costituisce nella maggior parte un'associazione erotica di uomini che terrorizza l'umanità da 1.800 anni, che esige che questa umanità le fornisca una grandissima quantità di vittime e che, nel passato, si è dimostrata sadica e perversa. Posso soltanto citare i processi alle streghe e agli eretici.»
(Testo del discorso segreto tenuto da Heinrich Himmler il 17-18 febbraio 1937 ai generali delle SS in relazione ai "pericoli razziali e biologici dell'omosessualità)
Ciononostante, il Partito del Centro Cattolico di Germania, guidato da Franz von Papen, aveva appoggiato l'ascesa del nazismo in Germania e, nel gennaio 1933, la nomina di Hitler a Cancelliere, di cui von Papen divenne vice-Cancelliere. Nel marzo dello stesso anno, il partito di von Papen votò la concessione dei pieni poteri a Hitler in cambio di privilegi che sarebbero stati concessi alla Chiesa nel Concordato con la Germania nazista, che venne firmato quattro mesi più tardi dal cardinale Pacelli (futuro papa Pio XII).
Hitler stesso aveva dichiarato più volte ai suoi collaboratori la sua ostilità verso la Chiesa: "Ho conquistato lo Stato a dispetto della maledizione gettata su di noi dalle due confessioni, quella cattolica e quella protestante. (13 dicembre 1941)
I preti oggi ci insultano e ci combattono, si pensi per esempio alla collusione tra la Chiesa e gli assassini di Heydrich. Mi è facile immaginare come il vescovo von Galen sappia perfettamente che a guerra finita regolerò fino al centesimo i miei conti con lui... (4 luglio 1942)- I preti sono aborti in sottana, un brulichio di cimici nere, dei rettili: la Chiesa cattolica stessa non ha che un desiderio: la nostra rovina- La dottrina nazionalsocialista è integralmente antiebraica, cioè anticomunista ed anticristiana. (notte tra il 29 e il 30 novembre 1944)- schiaccerò la chiesa come un rospo " e aveva mostrato con fatti concreti il suo anticlericalismo, violando continuamente il Reichskonkordat. Oltre a far togliere i crocefissi dalle aule scolastiche e pubbliche, nella sola Germania più di un terzo del clero secolare e un quinto circa del clero regolare, ossia più di 8000 sacerdoti furono sottoposti a misure coercitive (prigione, arresti, campi rieducativi), 110 morirono nei campi di concentramento, 59 furono giustiziati, assassinati o perirono in seguito ai maltrattamenti ricevuti.

## Anticlericalismo in Argentina

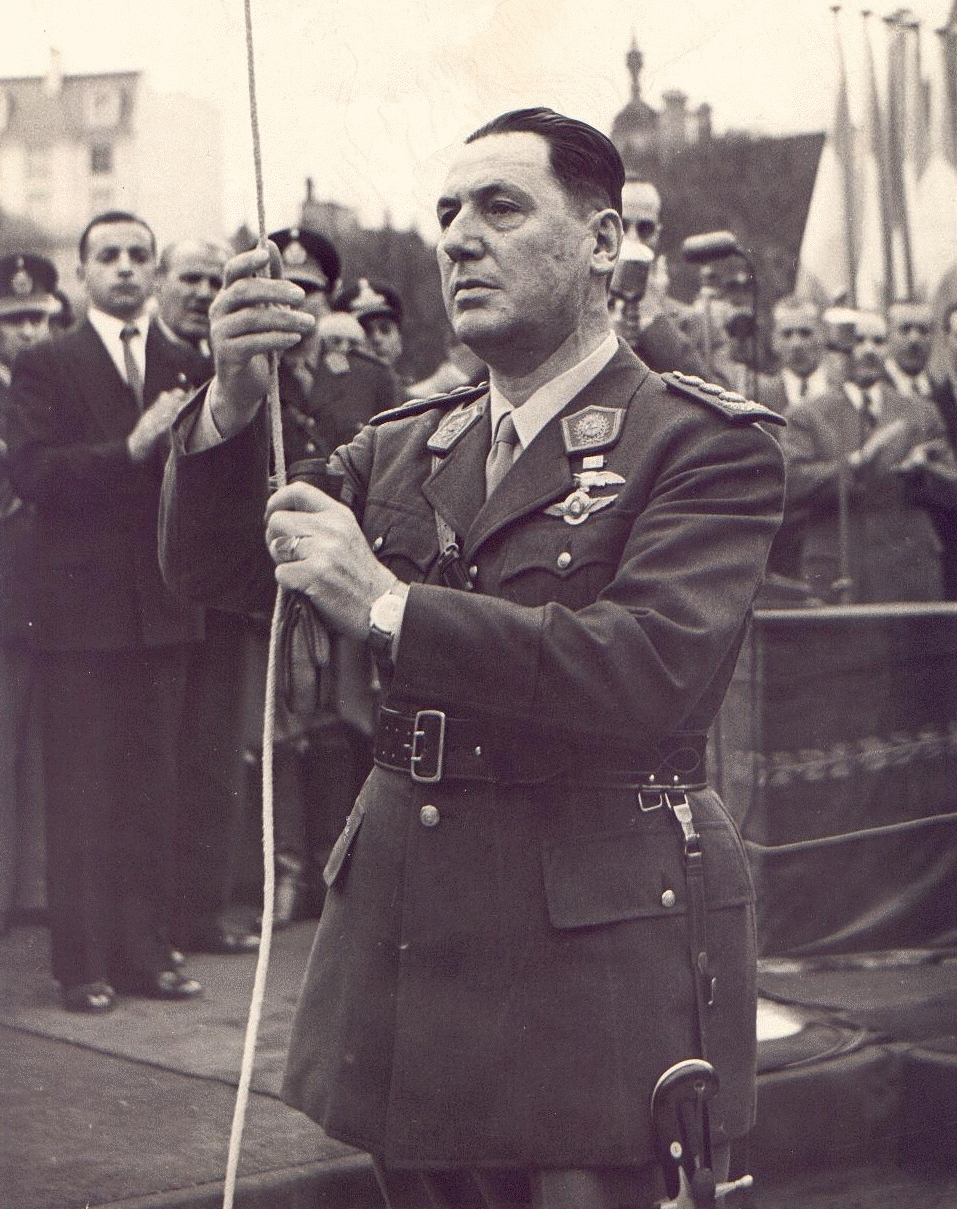
Juan Domingo Perón

Le prime tensioni anticlericali si verificarono in Argentina durante la prima presidenza di Julio Argentino Roca (1880-1886), in cui, perseguendo un disegno di separazione tra Chiesa e Stato, fu istituita l'anagrafe civile, il matrimonio civile e soprattutto fu estromesso l'insegnamento della religione dalla scuola pubblica, con una legge proposta dall'ex presidente Domingo Faustino Sarmiento, che dichiarò: «I frati e le suore si impossessarono dell'educazione per abbrutire i nostri bambini [...] Ignoranti per principio, fanatici che uccidono la civiltà; (...) erba dannosa che bisogna estirpare». L'internunzio apostolico Luigi Matera reagì fermamente, ma il governo gli ritirò le credenziali e lo espulse dal paese, il che causò l'interruzione delle relazioni diplomatiche tra Argentina e Santa Sede per alcuni anni.
Durante il primo periodo peronista, ci furono alcuni atteggiamenti e leggi anticlericali. Inizialmente i rapporti tra il governo di Juan Domingo Perón e di sua moglie Evita e le gerarchie ecclesiastiche furono buoni, e il peronismo non era affatto antireligioso, ma si incrinarono quando Perón legalizzò l'aborto e facilitò il divorzio, introducendo leggi che ostacolavano l'istruzione religiosa.
Il governo di Juan Domingo Perón in un primo momento fu legato alle Forze Armate, e l'esercito e la Chiesa erano all'epoca considerati il baluardo contro le ideologie socialiste e comuniste. La Chiesa, inoltre, sosteneva la dottrina politica della "giustizia sociale", e condivideva con il peronismo l'idea che fosse compito dello Stato mediare nei conflitti di classe e livellare le disuguaglianze sociali.
Ci furono, tuttavia, settori della Chiesa cattolica, già reduce dai provvedimenti anticlericali del Messico di Calles un ventennio prima, che accusavano il peronismo di statalismo per l'eccessiva interferenza del governo nazionale nella vita privata e in contesti che non gli competevano. Il motivo della critica era dovuto anche al fatto che spesso lo Stato invadeva le sfere tradizionalmente di competenza della Chiesa nel momento in cui si interessava, ad esempio, dei piani di assistenza e della pubblica educazione.
Le alte gerarchie ecclesiali argentine erano rimaste alleate dell'oligarchia, nonostante la Costituzione del 1949 trattasse con moltissimo riguardo il cattolicesimo, facendone religione di Stato nell'articolo 2, e affermasse che il Presidente dovesse essere un cattolico. Nel 1946 il Senato approvò una legge che riaffermava e confermava tutti i decreti stabiliti dalla giunta militare del precedente governo dittatoriale. Tra questi decreti c'era anche la legge sull'istruzione religiosa obbligatoria varata nel 1943. Questa legge era stata duramente discussa alla Camera dei Deputati, ed era passata solo grazie al voto dei peronisti. Gli argomenti che apportarono a favore della legge furono nazionalistici ed antiliberali: si sottolineò il legame esistente tra l'identità della nazione e il profondo cattolicesimo della Spagna, e si enfatizzò il ruolo che la religione avrebbe avuto nella formazione delle coscienze e della società.
Questa riaffermazione della legge sull'educazione religiosa, tuttavia, limitò i poteri della Chiesa dando ragione a coloro che all'interno della stessa Chiesa tacciavano il peronismo di statalismo: i programmi scolastici e i contenuti dei libri di testo erano responsabilità dello Stato, il quale avrebbe potuto consultare le autorità ecclesiastiche qualora ce ne fosse stato bisogno; le altre materie scolastiche continuarono ad essere insegnate secondo lo spirito della Legge 1420 del 1884, e quindi continuarono a seguire la tradizione laicista dello stile di formazione argentino; l'educazione scolastica divenne un mezzo di propaganda per il culto della personalità del Presidente e di sua moglie Eva; nel giugno 1950, infine, Perón nominò Armando Méndez San Martín, un massone anticattolico, ministro della Pubblica Istruzione, cominciando a guardare la Chiesa con sospetto.
Durante il suo secondo mandato Perón non condivise l'aspirazione della Chiesa di promuovere partiti politici cattolici.
Infine, alcune leggi peroniste provocarono malumori tra i vescovi: nel 1954 il governo soppresse l'educazione religiosa nelle scuole, tentò di legalizzare la prostituzione, di far passare una legge sul divorzio, e di promuovere un emendamento costituzionale per separare completamente Stato e Chiesa. Perón, poi, accusò pubblicamente il clero di sabotaggio.
Il 14 giugno 1955, durante la festa del Corpus Domini, i vescovi Manuel Tato e Ramón Novoa fecero discorsi antigovernativi. Fu il punto di rottura: durante quella stessa notte gruppi di peronisti attaccarono e bruciarono alcune chiese di Buenos Aires. Perón divenne apertamente anticlericale e, due giorni dopo questi fatti, venne scomunicato da papa Pio XII.
Perón venne deposto nel 1955, ma tornò al potere nel 1973. Alla sua morte (1974) il potere passò alla terza moglie Isabelita Perón, che venne deposta a sua volta da un golpe militare. La dittatura di Jorge Rafael Videla sosteneva la religione come mezzo di controllo sociale, anche se vi furono molti preti e religiosi che finirono nel numero dei desaparecidos. Con il ritorno della democrazia, ci sono stati alcuni contrasti fra la Chiesa e il governo di Néstor e Cristina Fernández de Kirchner.

## Anticlericalismo negli Stati comunisti
Molti governi comunisti, che praticavano l'ateismo di Stato, sono stati violentemente anticlericali, abolendo le festività religiose, imponendo il solo insegnamento dell'ateismo nelle scuole, chiudendo chiese, monasteri, scuole ed istituti religiosi. Il culto privato rimase ufficialmente consentito, tranne nell'Albania, che imponeva l'ateismo anche nella propria costituzione. A Cuba le manifestazioni religiose pubbliche sono state rese legali solo nel 1993. In alcuni Paesi fortemente cattolici, come la Polonia, la Chiesa era tollerata fino a quando restava in ambito religioso e non interferiva o criticava il governo comunista.

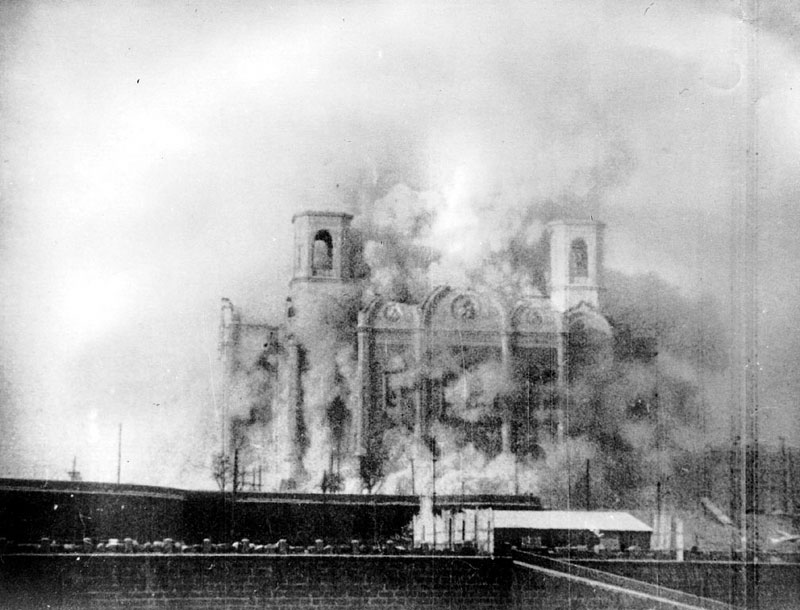
La distruzione della cattedrale di Cristo Salvatore a Mosca, nel 1931.

In Russia, poi Unione Sovietica, nel marzo del 1922 viene decisa la requisizione degli oggetti di culto preziosi appartenenti al clero, ufficialmente allo scopo di rimediare agli effetti della carestie che si erano accompagnate durante la guerra. Tuttavia, molti ritengono che tale provvedimento fosse in realtà finalizzato a provocare la reazione degli ecclesiastici (che consideravano i paramenti liturgici sacri), per poterli perseguitare "con ragione". Infatti si ebbero circa un migliaio di episodi di "resistenza", a seguito dei quali i Tribunali rivoluzionari comminarono la pena di morte a 28 vescovi e 1215 preti e la pena detentiva a circa 100 vescovi e diecimila preti. In tutto, durante tale "iniziativa", vennero uccisi circa ottomila membri del clero.
In dicembre viene organizzata una campagna pubblica per irridere il Natale; simili manifestazioni si avranno l'anno seguente anche in occasione della Pasqua e della festa ebraica del Yom Kippur. Migliaia di monaci e sacerdoti sono stati condannati a morte o ai lavori forzati nei gulag durante il regime di Stalin.
La separazione tra Stato e Chiesa venne decisa nel territorio dell'URSS il 23 gennaio 1918 dai soviet, poco dopo la fine della Rivoluzione russa. Lo Stato divenne laico e ufficiosamente ateo, sostenendo l'ateismo di Stato, anche se ciò non venne mai sancito esplicitamente nelle Costituzioni, che si limitavano a nominare la religione solo affermando la divisione netta tra Chiesa e Stato e la libertà di culto e coscienza; l'ateismo di stato venne attuato in forma di politica governativa anticlericale e antireligiosa, dal punto di vista pratico e culturale, tramite leggi ordinarie e propaganda. La religiosità venne ridotta a semplice scelta privata, secondo l'ideologia di Lenin e del marxismo, da considerare lecita ma da scoraggiare, al di fuori della sfera personale. La chiesa ortodossa russa fu costretta a rinunciare a tutti i privilegi, come l'esenzione dalle tasse e dal servizio militare per i sacerdoti e i monaci, e per un certo periodo perseguitata. Con la Costituzione sovietica del 1918, emanata per la Repubblica Socialista Federativa Sovietica Russa e poi estesa alle altre repubbliche federate, venne permesso di svolgere formalmente "propaganda religiosa e non-religiosa", anche se svolgere attiva propaganda di religione o di idee ritenute "superstizioni" in luogo o edificio pubblico (come la propaganda religiosa nelle scuole, l'esposizione di immagini religiose nei luoghi di lavoro, le processioni, ecc.) poteva essere sanzionato con multe o lavori forzati fino a 6 mesi.
Coloro i quali non svolgevano lavori socialmente utili (non solo ecclesiastici, ma anche ex agenti zaristi, privati, ad eccezione di artigiani e contadini dei colchoz, ecc.) venivano esclusi dal voto e non pagati, restrizione poi eliminata nel 1936. Quindi questi ultimi, una volta esaurite le risorse di cui erano dotati, dovettero svolgere un altro lavoro per sostentarsi, secondo il principio "chi non lavora non mangia". Venne introdotto il matrimonio civile e negata validità legale a quello religioso, vennero distrutte alcune chiese che occupavano suolo pubblico, altre vennero convertite in uffici e musei pubblici e vennero inoltre abolite tutte le feste religiose come ad esempio il Natale o lo Yom Kippur ebraico.
Con Stalin il processo antireligioso dello Stato fu completato. La costituzione sovietica del 1924 non conteneva esplicitamente norme sulla religione, in quanto era stata votata come integrazione per sancire la nascita dell'unione federale delle repubbliche come Unione sovietica, mentre per quanto riguarda i diritti e doveri dei cittadini, restò in vigore la relativa parte della costituzione del 1918. Infine, solo in alcune località remote venne concesso di svolgere cerimonie religiose. Secondo fonti ortodosse, nel 1917 erano attive circa 80.000 chiese, mentre è stato calcolato che erano circa 20.000 nel 1954 e 10.000 nel 1965.
La Costituzione sovietica del 1936 sancì la libertà di culto privato, e autorizzò solo la propaganda antireligiosa, ribadendo nuovamente la netta divisione tra Chiesa e Stato. Restarono valide le normative penali del 1922 contro le "superstizioni religiose" diffuse in pubblico. Nel 1927 venne approvato l'articolo del codice penale che sanciva, tra l'altro, che svolgere propaganda religiosa in tempo di guerra o crisi, se considerato fatto con lo scopo preciso di abbattere il regime comunista o danneggiare direttamente o indirettamente lo Stato, poteva essere punito anche con la pena di morte.
Durante la seconda guerra mondiale, nel 1943, Stalin diede una tregua alla campagna antireligiosa e chiese al patriarca Sergio I di Mosca (in seguito a un incontro avvenuto tra i due) di supportare moralmente i soldati al fronte contro i nazisti. Nello stesso periodo Sergio I rientrò a Mosca e morì nel 1944. Stalin concederà poi alla Chiesa ortodossa la possibilità di celebrare funzioni religiose, ma solo all'interno delle chiese autorizzate e nel privato.
Con Nikita Chruščёv riprendono le misure più restrittive verso la Chiesa, e si riprende la propaganda attiva dell'ateismo di Stato dopo la tregua iniziata nel 1943 e durata sino al 1954. Soltanto negli anni ottanta, dopo la continuazione della politica antireligiosa dei governi Brežnev, Andropov e Černenko, vi fu una nuova tregua nella lotta attiva contro la religione, a partire dall'ascesa al potere di Michail Gorbačëv. La situazione di tolleranza pratica perdurò fino al 1990, quando Gorbačëv permise la libera propaganda religiosa e instaurò la libertà di culto in via ufficiale, al posto dell'ateismo di Stato.
Istituì inoltre l'Istituto per l'ateismo scientifico di Leningrado, che durò fino allo scioglimento dell'URSS, nel 1991.
Nell'Unione Sovietica vennero introdotti il divorzio (1º dicembre 1917) e l'aborto nel 1920 (reso molto più difficile da Stalin nel 1935, poi reintrodotto nel 1955) e negata la validità del matrimonio religioso (dicembre 1917).
Anche in Cina l'anticlericalismo ha comportato la soppressione (spesso anche fisica) del clero di varie religioni , compreso anche il monachesimo buddista del Tibet. La libertà religiosa ufficialmente è assicurata, anche se in realtà alcuni movimenti sono perseguitati e la stessa Chiesa cattolica e la nomina dei suoi vescovi sono subordinate all'avallo del Partito Comunista Cinese.

## Anticlericalismo negli Stati islamici

### Iran

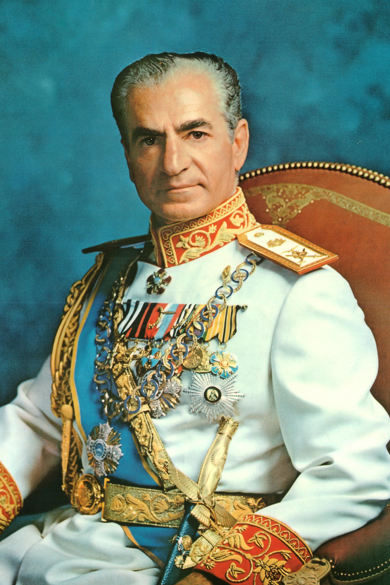
Mohammad Reza Pahlavi

Mohammad Reza Pahlavi, scià di Persia, varò la cosiddetta rivoluzione bianca, che modernizzò il Paese in senso occidentale; benché egli, a differenza di Atatürk, fosse un fervente praticante musulmano (nonché formalmente capo supremo dell'Islam sciita duodecimano), era fortemente e violentemente avverso al clero e all'influenza dei mullah. Reza proibì, ad esempio, l'uso del velo in luoghi pubblici e perseguitò il clero che si opponeva alle riforme occidentalizzanti, uccidendo, imprigionando o esiliando i mullah e gli imam, compreso l'Ayatollah Khomeini inviato in esilio nel 1964. Lo scià modernizzò il paese con la forza, ma vietò ogni tipo di opposizione alla sua monarchia. Furono resi legali il gioco d'azzardo, la prostituzione, le bevande alcoliche, istituito il suffragio femminile e il matrimonio civile. Tra il fronte di rivolta alle riforme pahlavidi, soprattutto per la loro impronta giurisdizionalista, si schierò soprattutto il clero sciita perché veniva privato dei benefici assolutisti, nonché gruppi religiosi che si erano opposti alla sua riforma agraria e sociale, che venivano espropriati di molti beni di manomorta, controllati dalle gerarchie religiose. Tuttavia, la sua posizione ambivalente nei confronti della religiosità iraniana, della quale era virtualmente anche il capo (incarnando un modello cesaropapistico), lo poneva in difficoltà impedendogli di prendere provvedimenti drastici onde evitare lo scontento aperto e manifesto delle masse popolari.
Alla Rivoluzione iraniana, nel 1979, Khomeini prese il potere e lo scià dovette fuggire. I religiosi instaurarono un regime clericale ed islamista, la repubblica islamica, che cancellò le riforme del periodo Pahlavi e perseguitò anche la sinistra che aveva contribuito a combattere l'autocrazia dello scià.

### Tunisia
Sotto la presidenza di Habib Bourguiba fu avviato un vasto piano di riforme destinate a dare avvio alla sovranità nazionale e a modernizzare la società tunisina, attraverso la diffusione dell'insegnamento e la promulgazione del Code du statut personnel (Codice dello statuto personale). Con il nuovo codice venne molto ridimensionato il potere dei capi religiosi, pur restando l'Islam la religione di Stato (il presidente della Repubblica deve essere di religione musulmana). Le donne ebbero accesso ad uno status assolutamente inusitato per il mondo arabo (divieto della poligamia, sostituzione del divorzio al ripudio, legalizzazione dell'aborto), che, ad esempio nel caso dell'aborto, superava all'epoca perfino quello di cui godevano le donne francesi.
Con la nomina di Mahmoud Messaadi a ministro dell'educazione fu impostata la struttura di una moderna scuola pubblica e gratuita, mettendo fine al doppio regime scolastico: scuola coranica e scuola di tipo occidentale. Anche nel settore giudiziario fu abolito il doppio regime e furono instaurate corti giudiziarie civili, ponendo fine all'influenza dei religiosi sulla magistratura.
Fu permesso mangiare e bere in pubblico durante il Ramadan.

## Oggi
Il potere temporale dei papi ha cessato di esistere, ad esclusione ovviamente del diritto a legiferare e governare nei limiti territoriali della Città del Vaticano, ma rimangono tuttora fortemente contestati, da parte di alcuni ambienti laici, la ripetuta attività di pressione, diretta e indiretta, esercitata dalla Chiesa, in nome dei propri valori e delle proprie finalità, nella società e nella politica, anche attraverso la ramificata presenza delle sue organizzazioni all'interno di partiti, associazioni, enti pubblici e privati. L'anticlericalismo rimane presente in varie forme in alcuni giornali satirici come il settimanale parigino Le Canard enchaîné, e nel dibattito politico e culturale di vari stati, come reazione all'influsso esercitato dalla chiesa sui partiti politici che dichiarano di richiamarsi ai valori cristiani e sui governi degli stati a maggioranza cattolica.
Oggi l'anticlericalismo in Italia si esplica nelle tensioni della attualità politica; l'etica e la morale sono ancora terreno vivo e fertile dello scontro tra parti, tra Stato e Chiesa, tra comunità scientifiche. Tra le questioni dibattute sono sicuramente al vertice la libertà di ricerca scientifica, in particolare sulle cellule staminali embrionali, la procreazione medicalmente assistita sia eterologa che omologa, l'eutanasia e la terapia del dolore, le unioni civili, la legalizzazione dell'aborto, la contraccezione e la pillola RU486.
L'anticlericalismo contemporaneo spesso focalizza l'attenzione sugli aspetti più arretrati che ritiene presenti, sia pure con diversi livelli di gravità, in diverse religioni, come l'Islam quali, ad esempio, la condizione di subalternità della donna. In questo senso, si potrebbe ritenere come anticlericale la recente legge varata in Francia che vieta l'uso del velo e dei simboli religiosi all'interno delle aule scolastiche.

### Storia criminale del cristianesimo
La Storia criminale del cristianesimo è la monumentale opera in dieci volumi del ricercatore tedesco Karlheinz Deschner, in cui raccoglie accuse alla Chiesa, principalmente alla Chiesa cattolica, e agli ecclesiastici. La traduzione italiana è stata pubblicata da Ariele con una significativa dichiarazione: «Si ritiene sia virtù e dovere civile essere anticlericale, soprattutto in Italia, paese in cui la quotidiana e nefasta influenza del Vaticano nella politica e nella vita privata dei cittadini [...] è ancora troppo pesante.»

### Controversia sull'invito di papa Benedetto XVI alla Sapienza
La possibilità che, su invito del rettore, papa Benedetto XVI potesse inaugurare l'anno accademico all'università la Sapienza di Roma, il 17 gennaio 2008, è stata contestata fortemente da alcuni gruppi studenteschi e da 67 professori, in particolare di materie scientifiche. Richiamandosi ad una lettera aperta di Marcello Cini al rettore apparsa su il manifesto, i contestatori ritenevano inopportuna la visita del papa sulla base di una citazione del Pontefice, risalente ad un suo discorso del 1990 tenuto a Parma. L'allora cardinale Ratzinger aveva citato il filosofo Feyerabend: «La Chiesa dell'epoca di Galileo si attenne alla ragione più che lo stesso Galileo, e prese in considerazione anche le conseguenze etiche e sociali della dottrina galileiana.
La sua sentenza contro Galileo fu razionale e giusta, e solo per motivi di opportunità politica se ne può legittimare la revisione». Questa citazione costituiva, secondo i 67 professori (tra cui il presidente del CNR), una minaccia alla laicità della scienza. La contestazione portò all'annullamento della visita del Papa, che preferì declinare l'invito del rettore, in quanto non era condiviso da tutta l'università.

### Campagna elettorale per la Costituzione dell'Ecuador
In occasione del referendum costituzionale del settembre 2008, la Chiesa cattolica ha preso posizione guidando il fronte del no e ha invitato gli elettori a votare contro la proposta dell'Assemblea costituente ecuadoriana perché, a giudizio dei vescovi, la nuova Costituzione non avrebbe tutelato il diritto alla vita del concepito, lasciando intravedere il diritto per le donne all'aborto. La nuova Costituzione ecuadoriana, all'articolo 66.3.a, tutela infatti l'integrità fisica, psichica, morale e sessuale di ogni persona, senza specificare, come avrebbe voluto la Chiesa, un primato del concepito sulla madre. L'articolo 66.9 garantisce il diritto di decidere sulla propria sessualità e orientamento sessuale. L'articolo 66.10 garantisce il diritto di decidere quanti figli generare e quando. Secondo i vescovi gli articoli sarebbero vaghi e generici e permetterebbero l'introduzione del diritto all'interruzione di gravidanza e del matrimonio omosessuale.
Il governo di Rafael Correa ha reagito fermamente alle critiche avanzate dai vescovi cattolici, invitando gli elettori a non farsi catechizzare dai preti, accusati, senza mezzi termini, di mentire e di esercitare indebite ingerenze nella politica nazionale. Il presidente del Tribunale supremo elettorale, Jorge Acosta, ha invitato pubblicamente la Conferenza Episcopale Ecuadoriana a registrarsi come soggetto politico per continuare la sua «campagna di catechesi costituzionale», accusandola al contempo di non aver rispettato le norme giuridiche e di non aver nominato un tesoriere per il finanziamento della campagna stessa. L'episcopato cattolico ha invocato il diritto di esprimere la propria opinione richiamandosi alla Dichiarazione universale dei diritti umani e ha protestato per gli epiteti offensivi rivolti a vescovi e sacerdoti nella campagna del governo, costata milioni di dollari. Anche il Centro Latinoamericano dei Diritti Umani ha espresso la sua preoccupazione per gli attacchi verbali del presidente Correa contro la Conferenza Episcopale.
Gli elettori ecuadoriani hanno poi, nel referendum, approvato la Costituzione con un'ampia maggioranza di circa il 64% contro circa il 29%. Durante la visita ad limina a papa Benedetto XVI nell'ottobre del 2008, i vescovi ecuadoriani hanno espresso disappunto per i rapporti con il governo ecuadoriano, giudicato anticlericale.